# Leo von Klenze
Franz Karl Leopold Klenze, desde 1822, von Klenze, o simplemente Leo von Klenze (Buchladen, cerca de Schladen, Baja Sajonia, 29 de febrero de 1784 - Múnich, 27 de enero de 1864) fue un arquitecto, pintor y escritor alemán. Junto con Karl Friedrich Schinkel, es considerado el representante más importante del neoclasicismo (Klassizismus) alemán.
Destacó como arquitecto de la corte de Baviera bajo el reinado de Luis I. Su obra más destacada está en Múnich, con el conjunto de la Königsplatz y los edificios que la rodean —Gliptoteca (1816-1834) y Propyläen (1860-1862)—, el palacio de Leuchtenberg (1817-1821), la Alte Pinakothek (1826-1836), la Ruhmeshalle (1843-1853) en la Theresienwiese —donde se yergue la estatua colosal de Bavaria— y varios edificios en la Residencia de Múnich —Edificio real (Königsbau) (1826-1835), donde estaba el apartamento real de Luis I, y el edificio de salón de baile (Festsaalbau) (1832-1842)—. Asimismo construyó el monumento Walhalla (1830-1842) de Donaustauf, cerca de Ratisbona, y la Befreiungshalle en Kelheim, entre otros edificios.
El zar Nicolás I de Rusia, en su visita a Baviera, se entusiasmó con su obra y le encargó que construyera el Nuevo Ermitage en San Petersburgo, que se concretó entre 1839 y 1852.
Von Klenze fue un prominente representante de la corriente que revivió el estilo griego en Europa. A tal punto, que se le encomendó renovar la propia ciudad de Atenas, con motivo del advenimiento de la monarquía de Otón I de Grecia.

## Biografía

### Primeros años
Franz Karl Leopold Klenze nació en la casa forestal de Buchladen (también llamada Bockelah, Bocla o Boklah), cerca de Schladen, en el obispado de Hildesheim, como hijo de Gotthelf Friedrich Klenze, alguacil de Schladen, y de su esposa. Gertrud Josefa Theresia Klenze, de soltera Meyer, hija de un médico de Osnabrück. La familia tuvo siete hijos; Franz Karl Leopold fue el primer varón y también el tercer hijo. La familia vivió en Schladen hasta 1791, después de lo cual se mudó a la finca Heißum cerca de Liebenburg, que había heredado de su abuela paterna, donde nació el hijo menor, Clemens August Karl, más tarde profesor de historia jurídica romana y rector de la Friedrich-Wilhelms-Universität Berlin.
A los 16 años, Leo Klenze empezó a estudiar arquitectura en Berlín. Aprendió, entre otros, de Aloys Hirt, a través de quien entró en contacto con la antigüedad, que marcó su trayectoria arquitectónica a lo largo de su vida. Profundizó sus impresiones en su primer viaje a Italia en la primavera y el verano de 1806 y en muchos viajes posteriores. Estudió otros tres años en la Academia de arquitectura de Berlín (Berliner Bauakademie) y se graduó como Kondukteur (director de orquesta). Desde el principio, Klenze concedió gran importancia al desarrollo y mantenimiento de las relaciones. En Génova conoció a Constantin La Flèche-Keudelstein, que se convirtió en maestro de ceremonias del rey de Westfalia Jérôme Bonaparte y que le permitió conseguir un trabajo que iba más allá de su formación.

### Arquitecto de la corte

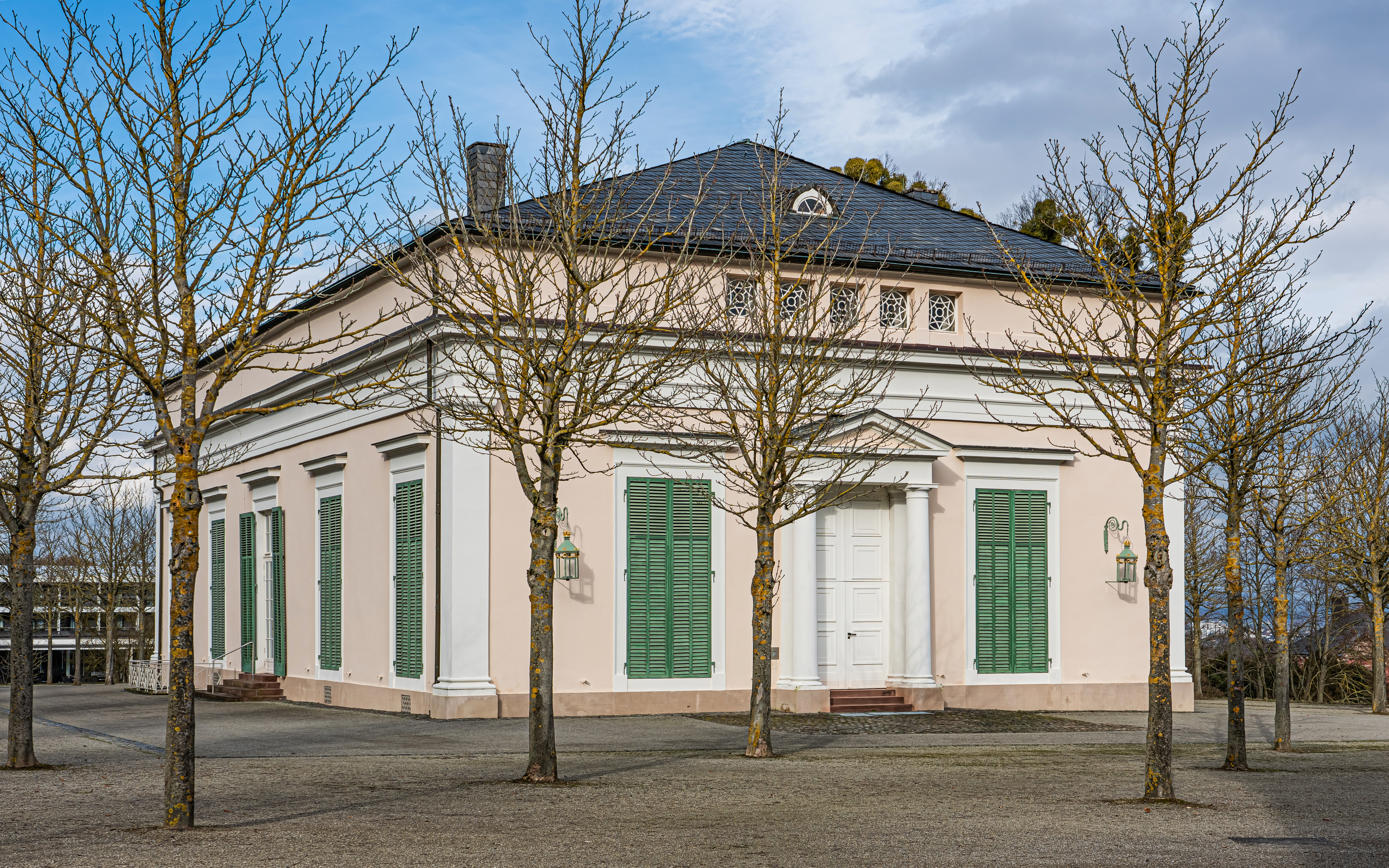
Ballhaus ('Casa de baile') de Kassel (1808-1810)

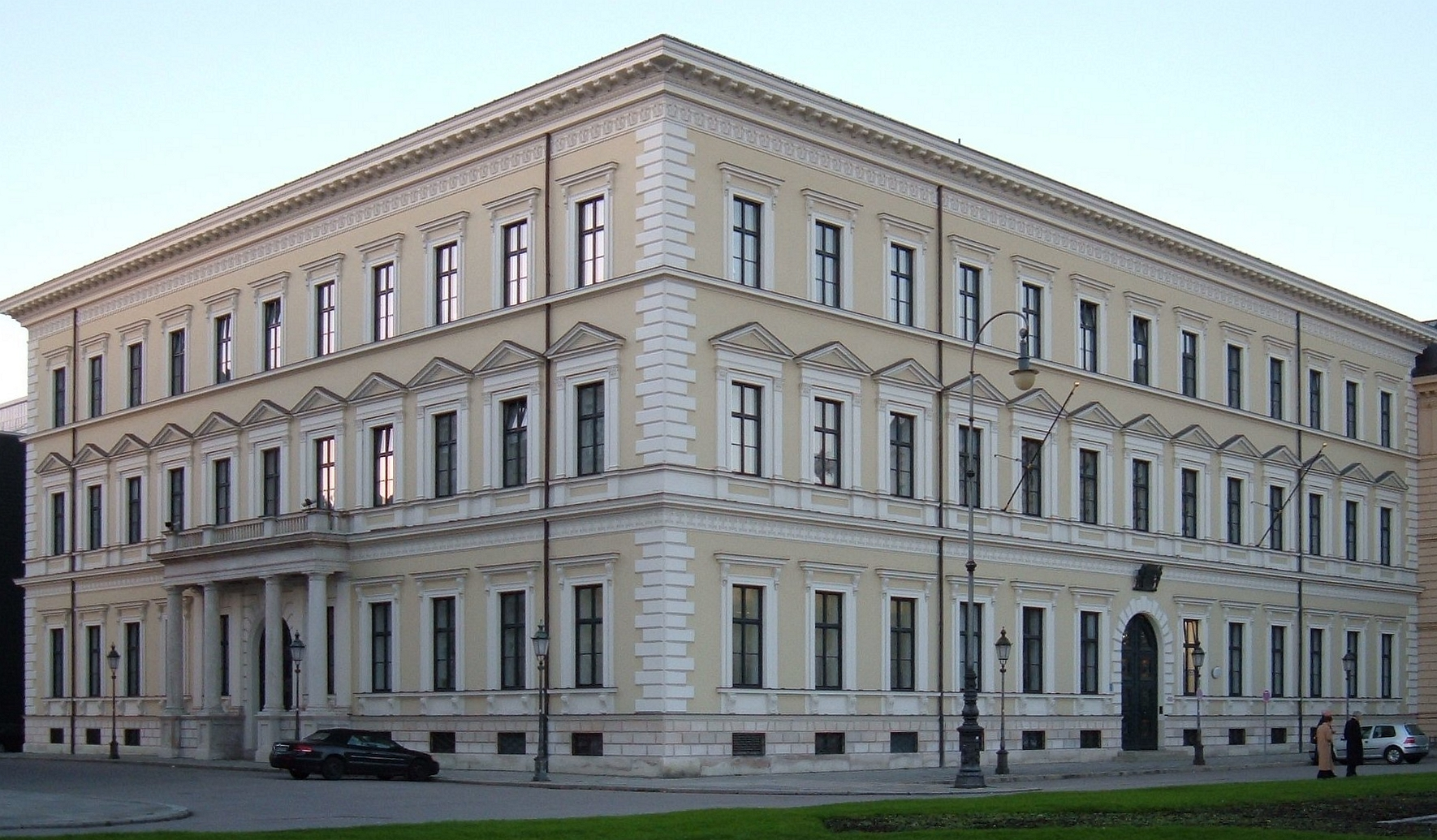
Palacio de Leuchtenberg Múnich (1817-1821)

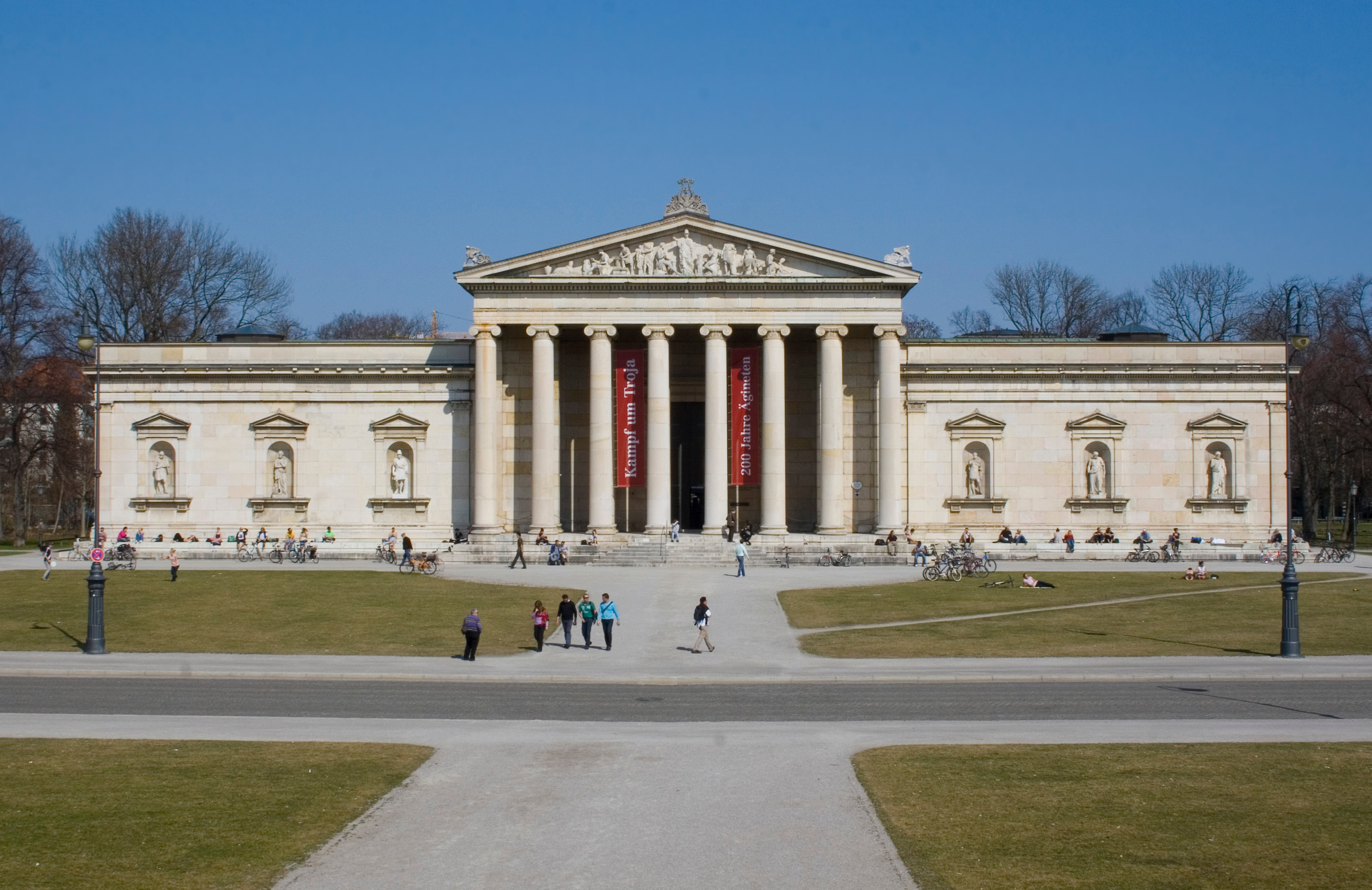
Gliptoteca de Múnich (1816-1834)

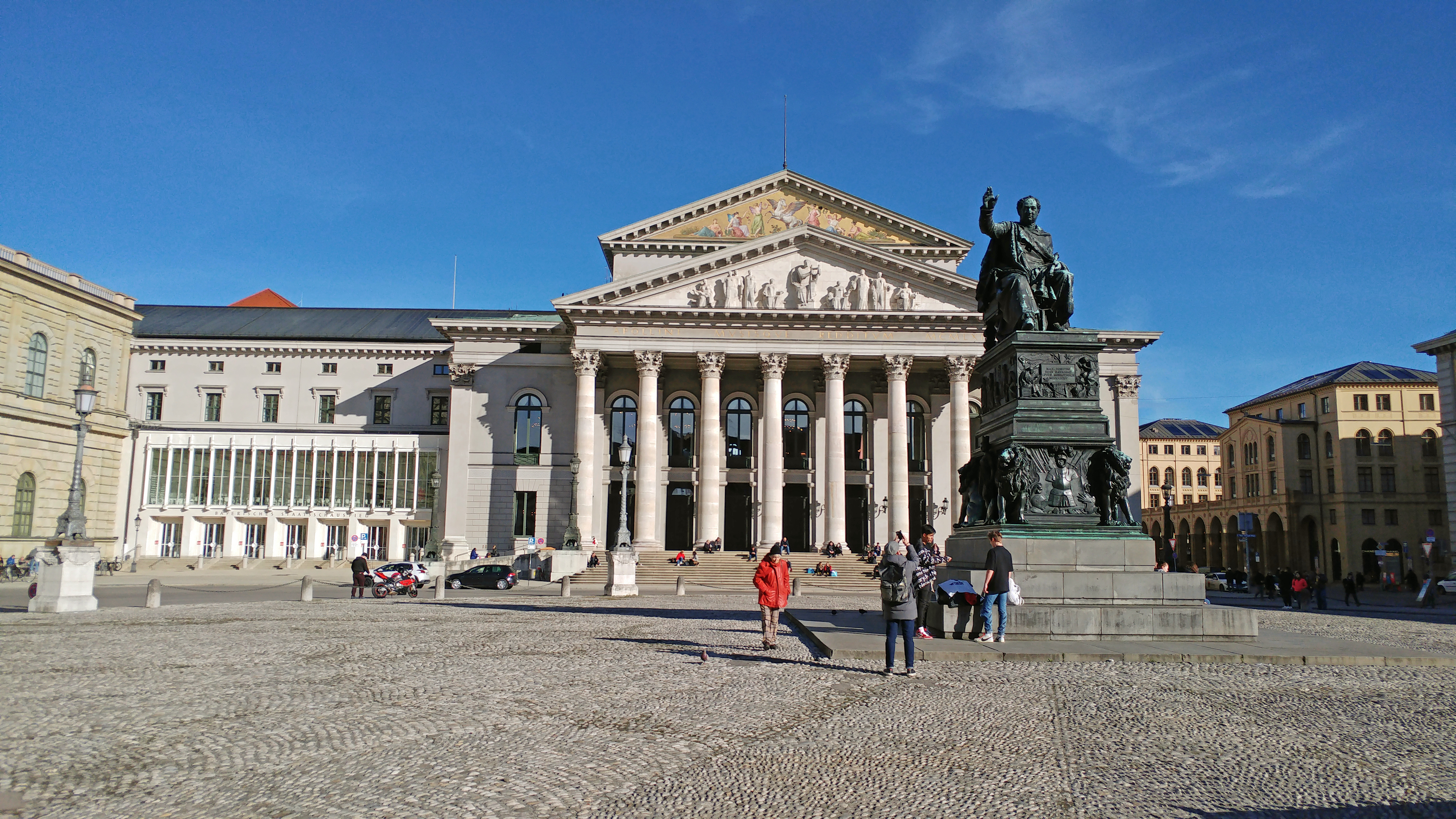
Reconstrucción del Teatro Nacional (1823-1825), Max-Joseph-Platz, Múnich. Reconstruido tras los daños de la II Guerra Mundial.

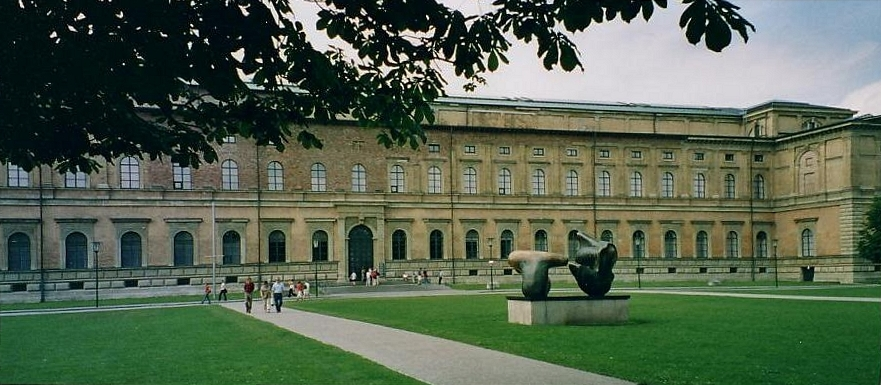
mini|Alte Pinakothek de Múnich (1826-1836)

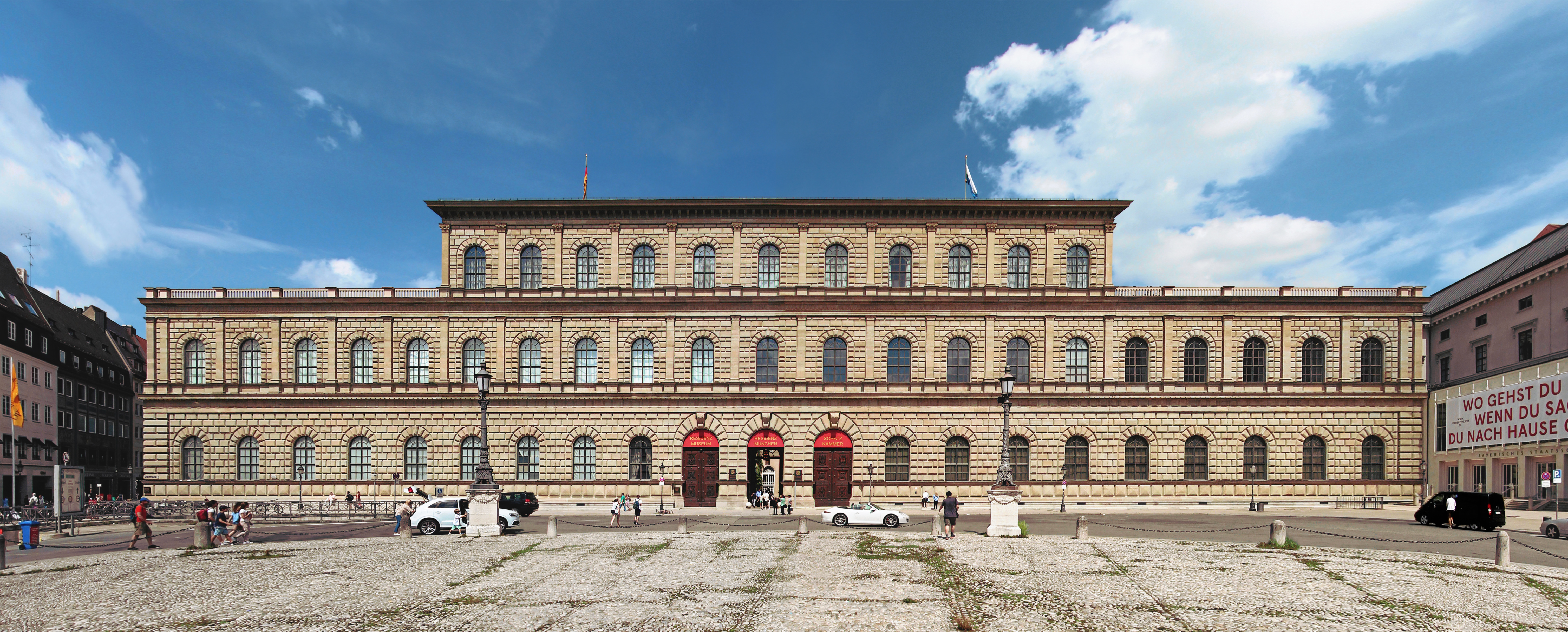
Königsbau der Residenz (1826-1835), Múnich

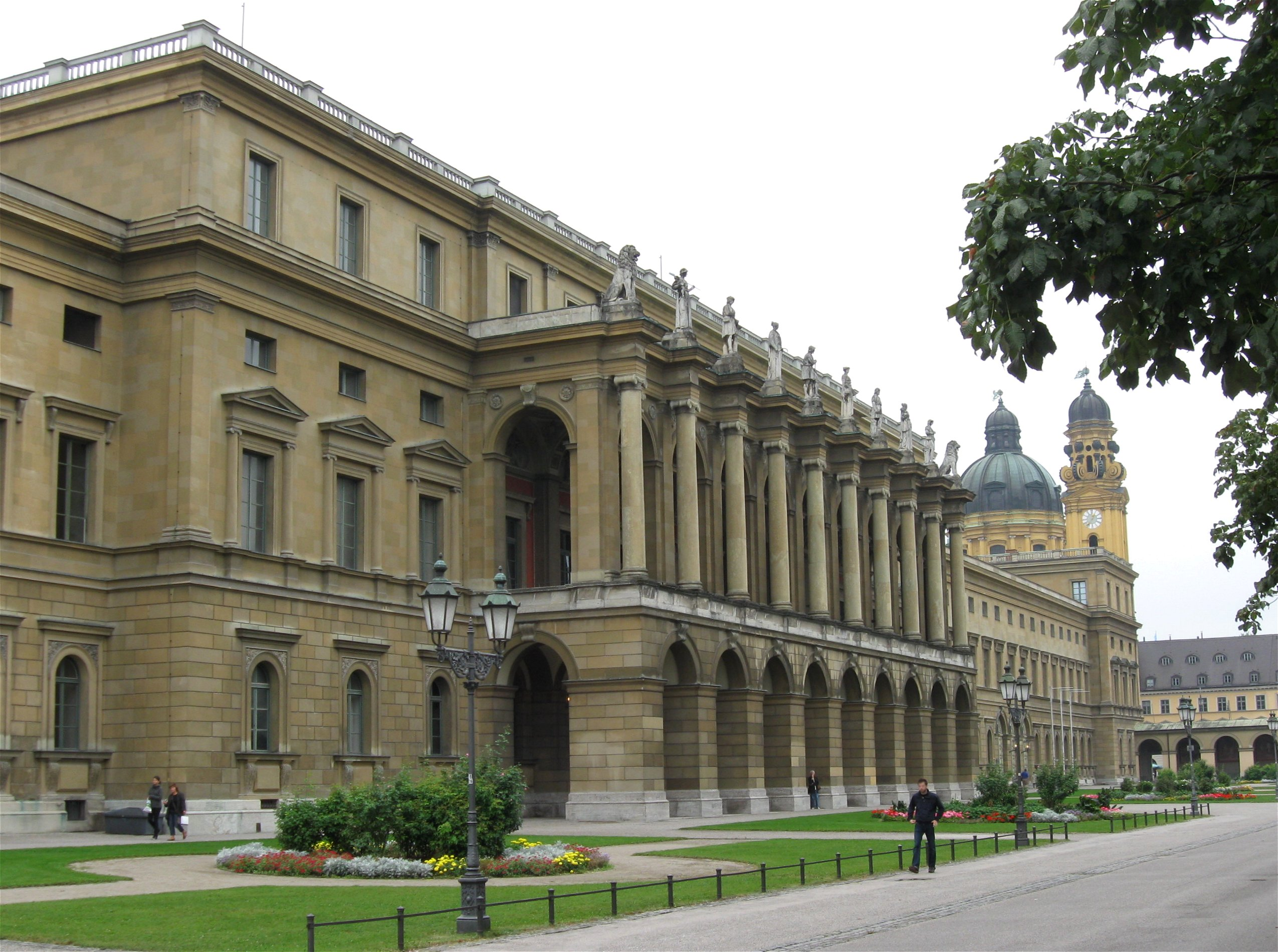
Edificio de salón de baile (Festsaalbau) (1832-1842) de la Residenz, Múnich

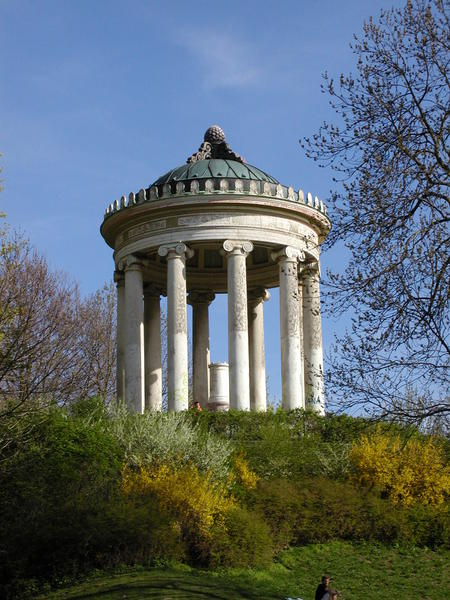
Monóptero del Jardín Inglés de Múnich (1832-1837)

El 1 de febrero de 1808, Leo Klenze se convirtió en arquitecto de la corte del rey Jérôme Bonaparte en Kassel. Allí realizó sus primeros edificios y conoció a su futura esposa Felicita Blangini, una respetada violinista y cantante. Como esta última trabajó en el Teatro de Kassel. Se casaron el 28 de agosto de 1813. El primer edificio de Klenze fue el Ballhaus (salón de baile) del palacio de Wilhelmshöhe, cerca de Kassel. El edificio clasicista fue construido en 1808-1810 como teatro de la corte bajo Jérôme, rey de Westfalia y hermano de Napoleón. Entre 1828 y 1830, el arquitecto Johann Conrad Bromeis (1788-1855) lo transformó en un salón de baile por encargo del elector Guillermo II de Hesse-Kassel. Con la caída de Napoleón Bonaparte, Felicitas y Leo Klenze huyeron a finales de octubre de 1813 a Múnich, junto con el hermano de Felicitas, Félix Blangini. Aquí Félix pudo recurrir al rey Maximiliano I José de Wittelsbach, ya que ocupaba el cargo de director de banda bávaro desde 1805. Además, su hermana Teresa Blangini era cantante de cámara bávara y desde 1804 profesora personal de canto de la electora bávara Carolina de Baden (desde 1806 reina Carolina de Baviera). Después de un primer contacto fallido con el entonces príncipe heredero Luis I, Klenze y su esposa se mudaron a París, donde nació su primer hijo, Hippolyt, el 21 de julio de 1814. Cuando Klenze fue contratado como arquitecto privado en octubre de 1815, después de dos reuniones más con el rey de Baviera, la familia se mudó definitivamente a Múnich.
Klenze se volvió particularmente importante en su posición como arquitecto de la corte del rey Luis I de Baviera (junto con su competidor Friedrich von Gärtner). A lo largo de décadas, construyó allí numerosos edificios que aún hoy dan forma al paisaje urbano. Sus áreas de responsabilidad incluyeron el rediseño clasicista de Múnich, con edificios como el Marstall, la Königsplatz, la Ludwigstraße, la Gliptoteca (1816-1834) —inspirada en la tipología de galería creada por Jean Nicolas Louis Durand—, el Haslauer-Block, la Ruhmeshalle, la (antigua) Pinacoteca o la Residenz con el Hofgartentor. Su visión idealista de un resurgimiento moderno de la arquitectura griega no estuvo exenta de controversia, como muestran los informes de viajes de sus contemporáneos. En 1816, Klenze reconstruyó el castillo de Ismaning en estilo clásico a petición del hijastro de Napoleón, Eugène de Beauharnais, duque de Leuchtenberg, y su esposa Auguste Amalie. El palacio Leuchtenberg, creado en 1817-1821, recibió el primer retrete móvil inodoro, una innovación en el desarrollo del saneamiento desarrollada por primera vez en París. Con este fin, Klenze visitó específicamente la capital francesa para estudiar in situ este logro técnico.
Según sus planos, se construyó el Odeón entre 1826 y 1828, así como el Nuevo Castillo Biederstein (1826-1830, destruido en 1934) y la iglesia Liebfrauenkirche en Fürth de 1826 a 1829. A partir de 1828, Klenze desempeñó un papel clave en la construcción de la fortaleza estatal de Ingolstadt. Otro edificio realizado más tarde fue el Monopteros, un pequeño templo redondo decorado policromado en el Jardín Inglés (1832-1837), que se considera un conjunto arquitectónico importante en Múnich.

Obras muniquesas de Klenze
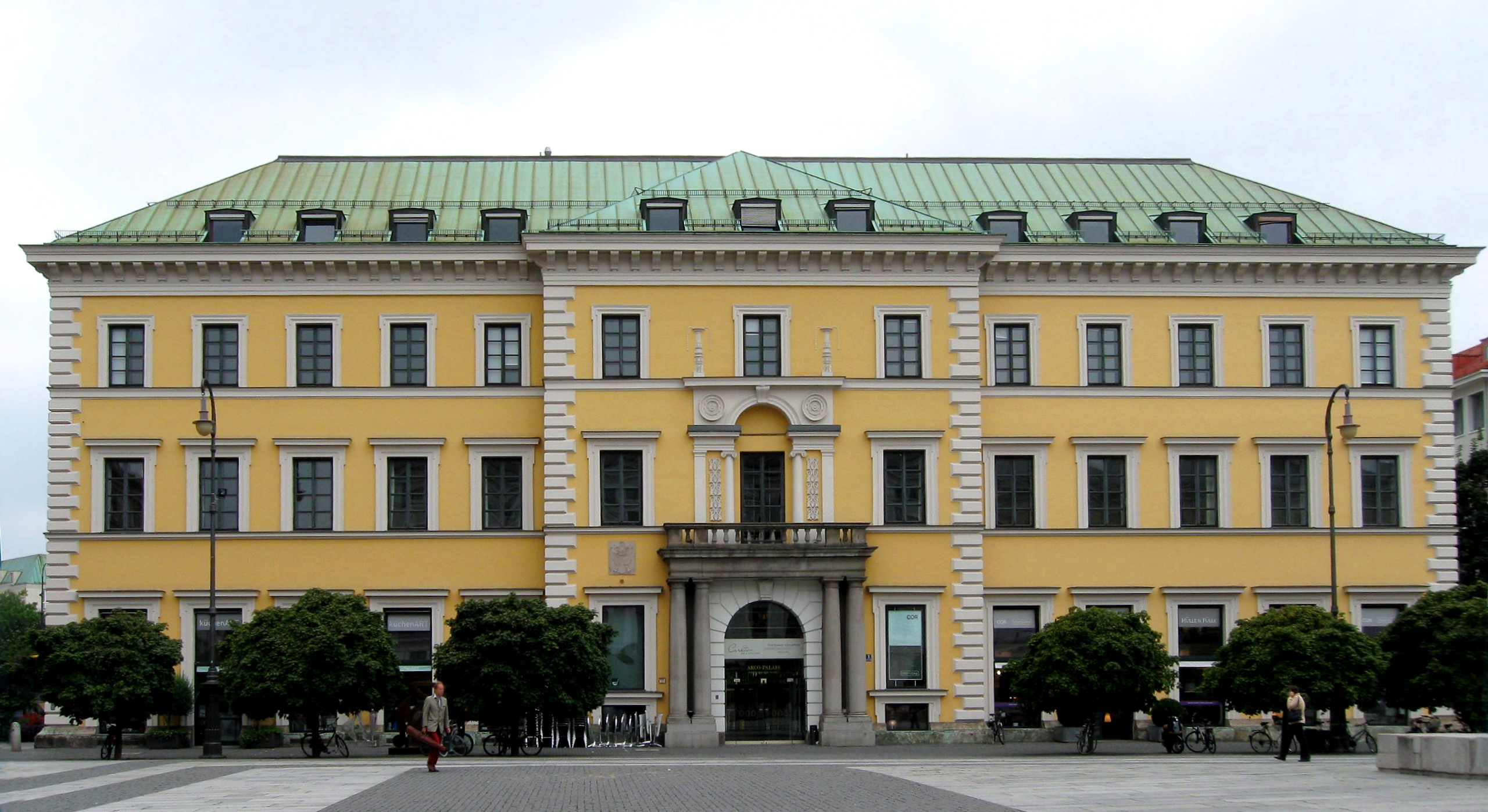
Palais Arco-Zinneberg (1824-1825), Múnich
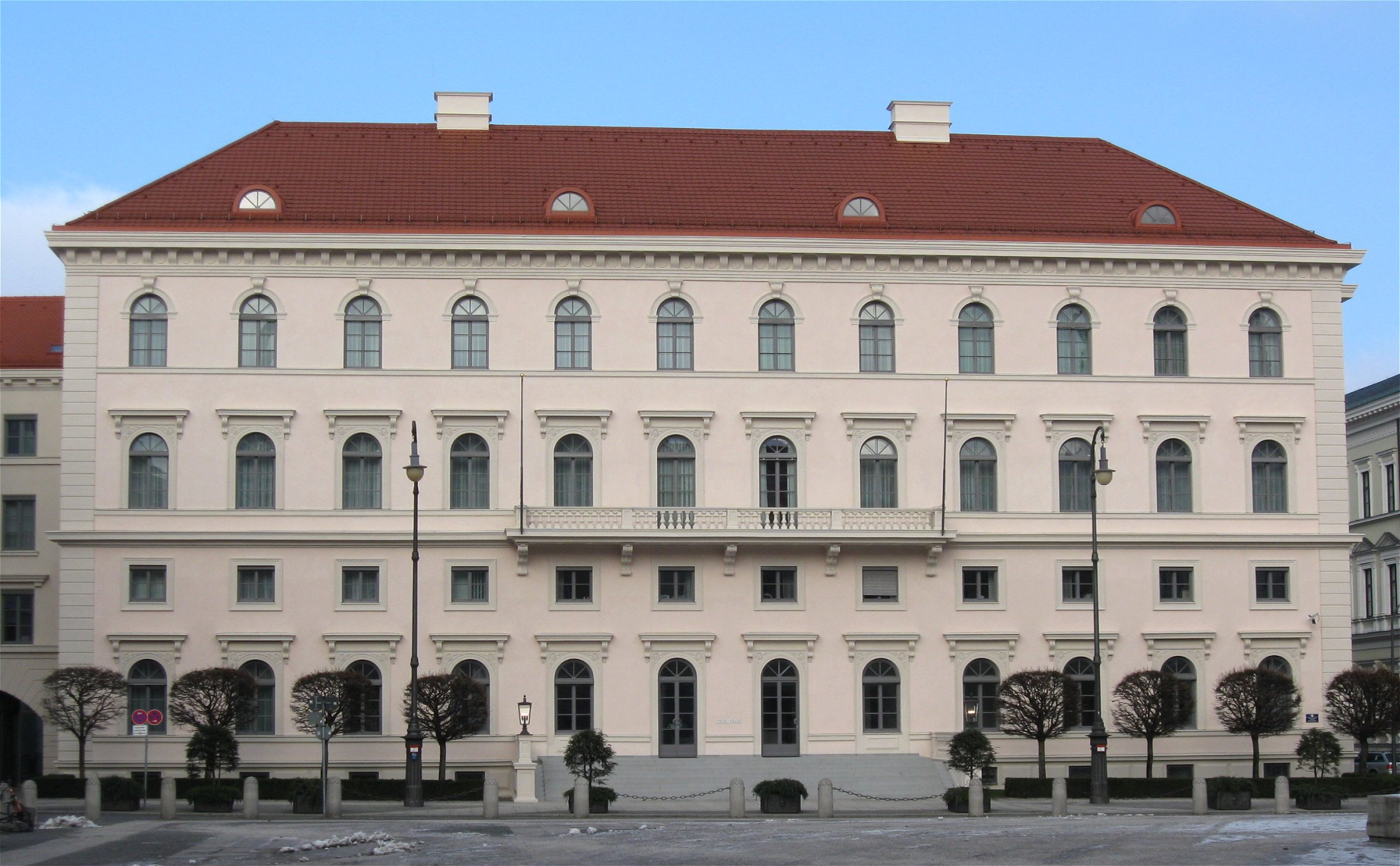
Palais Ludwig Ferdinand (1825-1826), Múnich
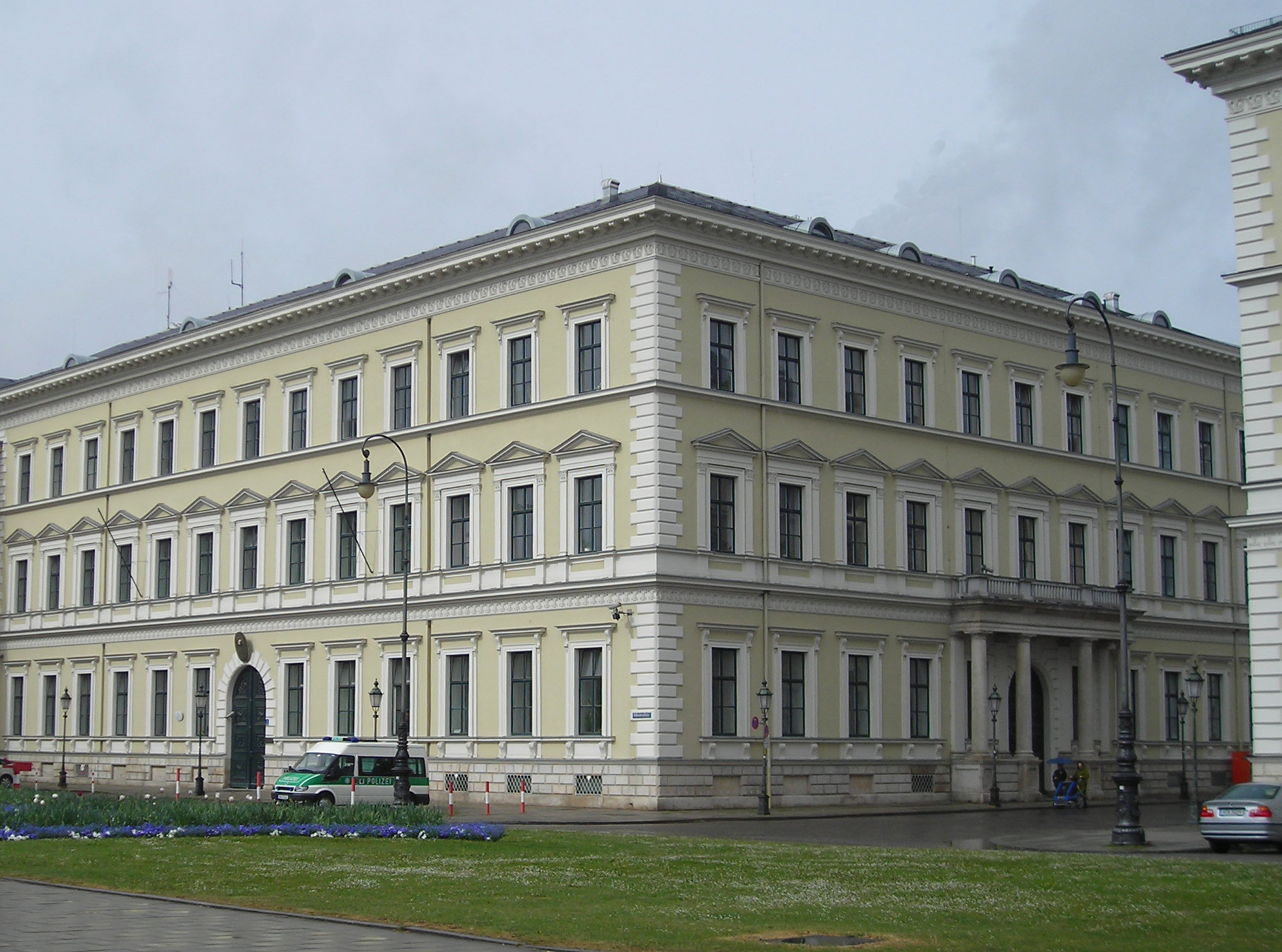
Odeon (1826-1828), Múnich
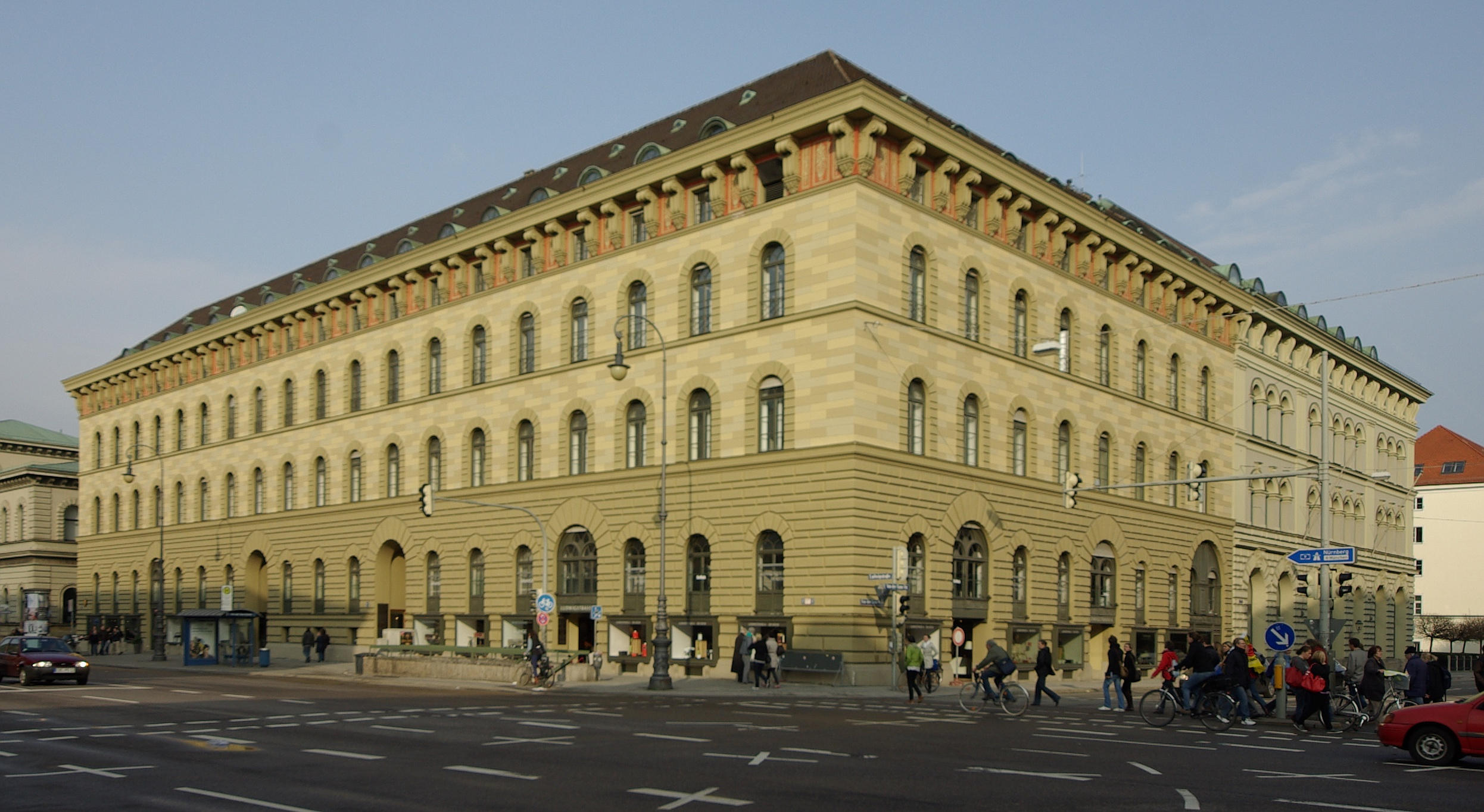
Haslauer-Block (1827-1830), Múnich

### Los memoriales de Luis I
En 1830-1842 creó el monumento Walhalla a orillas del río Danubio, en Bräuberg, Donaustauf, cerca de Regensburg, el Befreiungshalle ('Sala de la Liberación') (1847-1863), en Michelsberg, Kelheim, la Columna de la Constitución (Konstitutionssäule) en Gaibach y el Monumento al Canal (Kanaldenkmal) en Burgberg en Erlangen. A menudo se completaban con grupos de figuras del escultor bávaro Ludwig Schwanthaler. 
El rey Luis I de Baviera encargó el Ruhmeshalle (1843 y 1853) ('Salón de la Fama'), que fue erigido junto al río Isar frente a la Theresienwiese en Múnich como parte de un conjunto que incluye a la colosal estatua en broce Bavaria, de 18.52 m de altura, y que constituye un conjunto figurativo y simbólico.

Interiores de memorials creados por Leo von Klenze
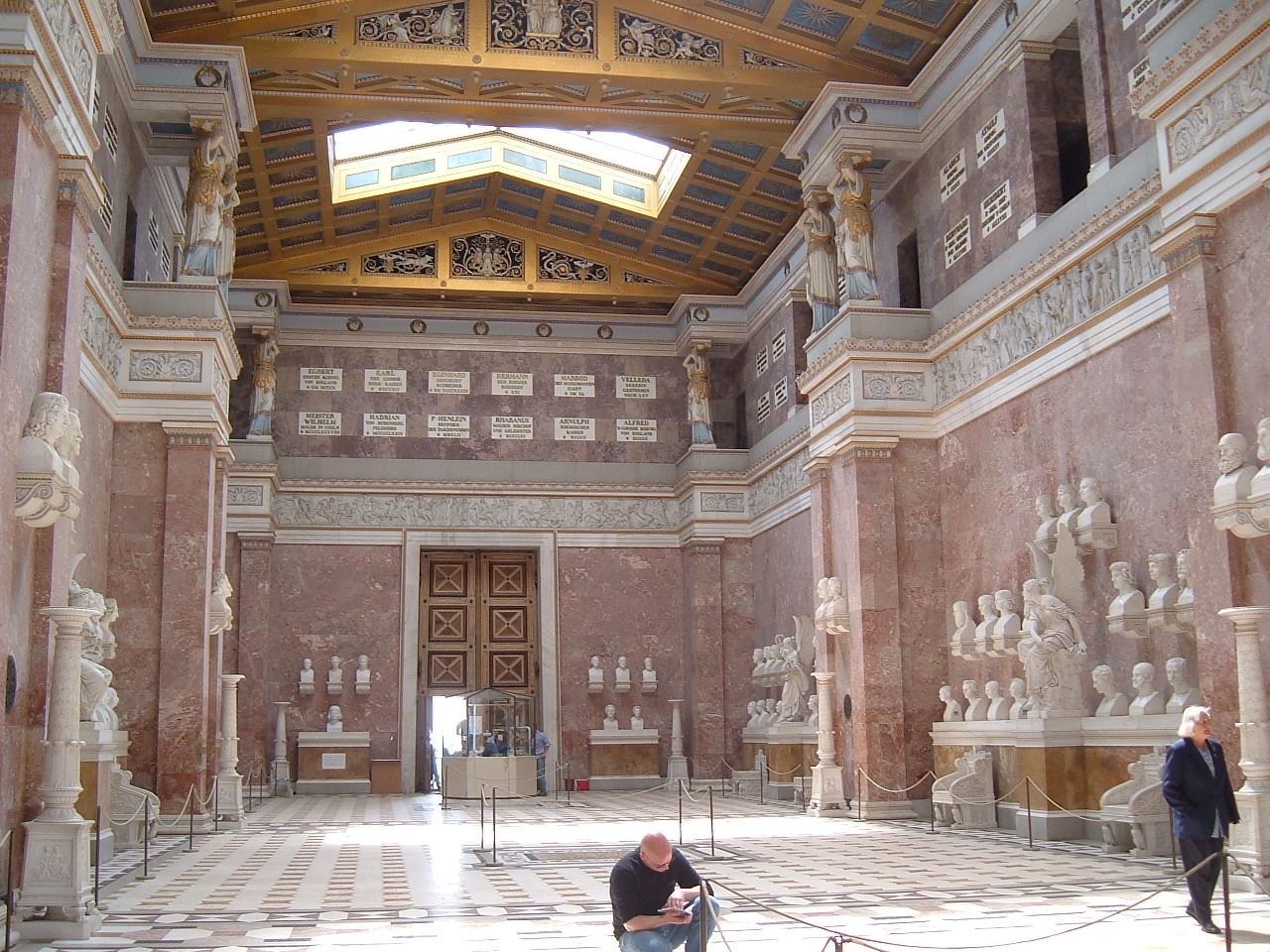
Interior del monumento Walhalla (1830-1842)
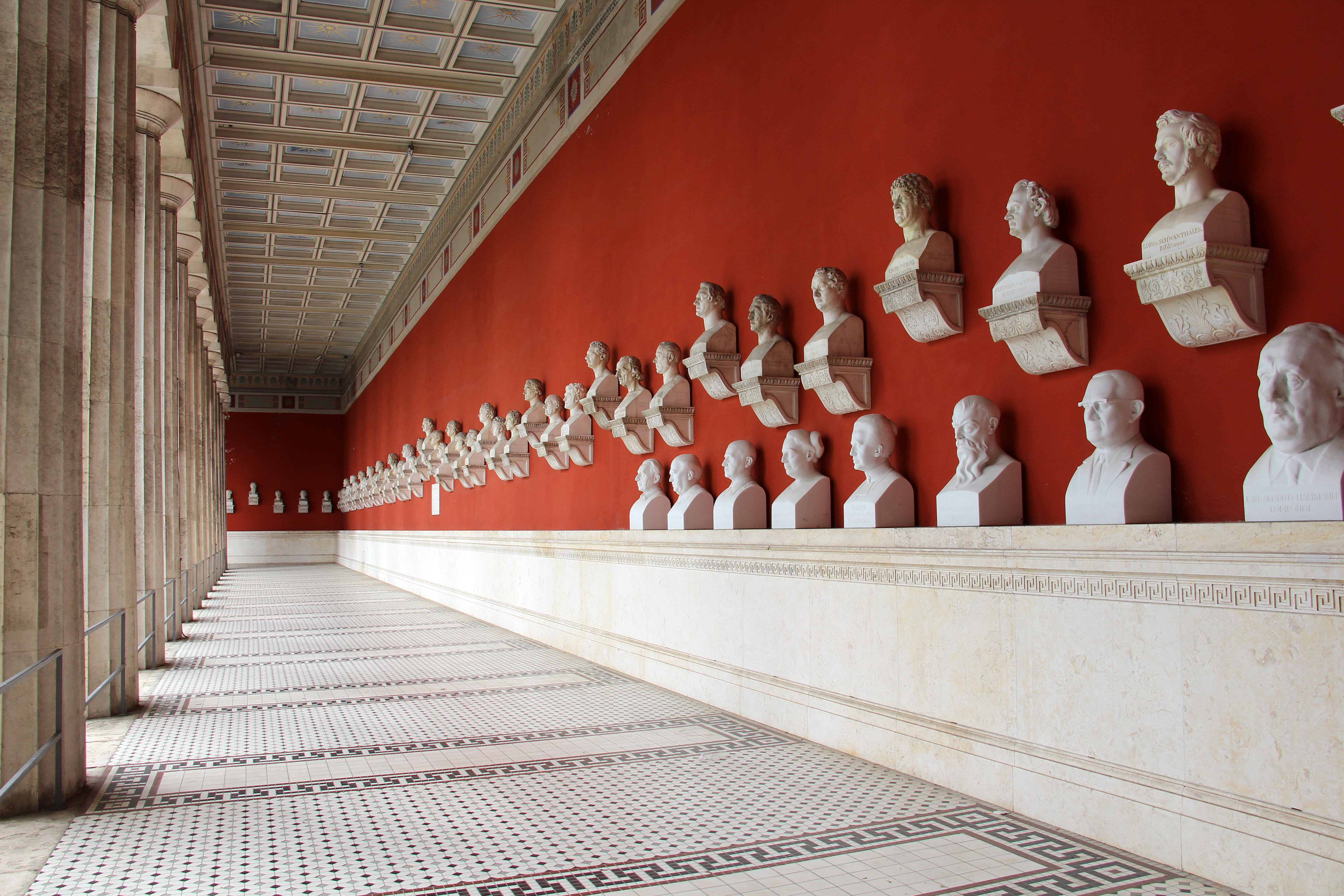
Interior del Ruhmeshalle (1843-1853)
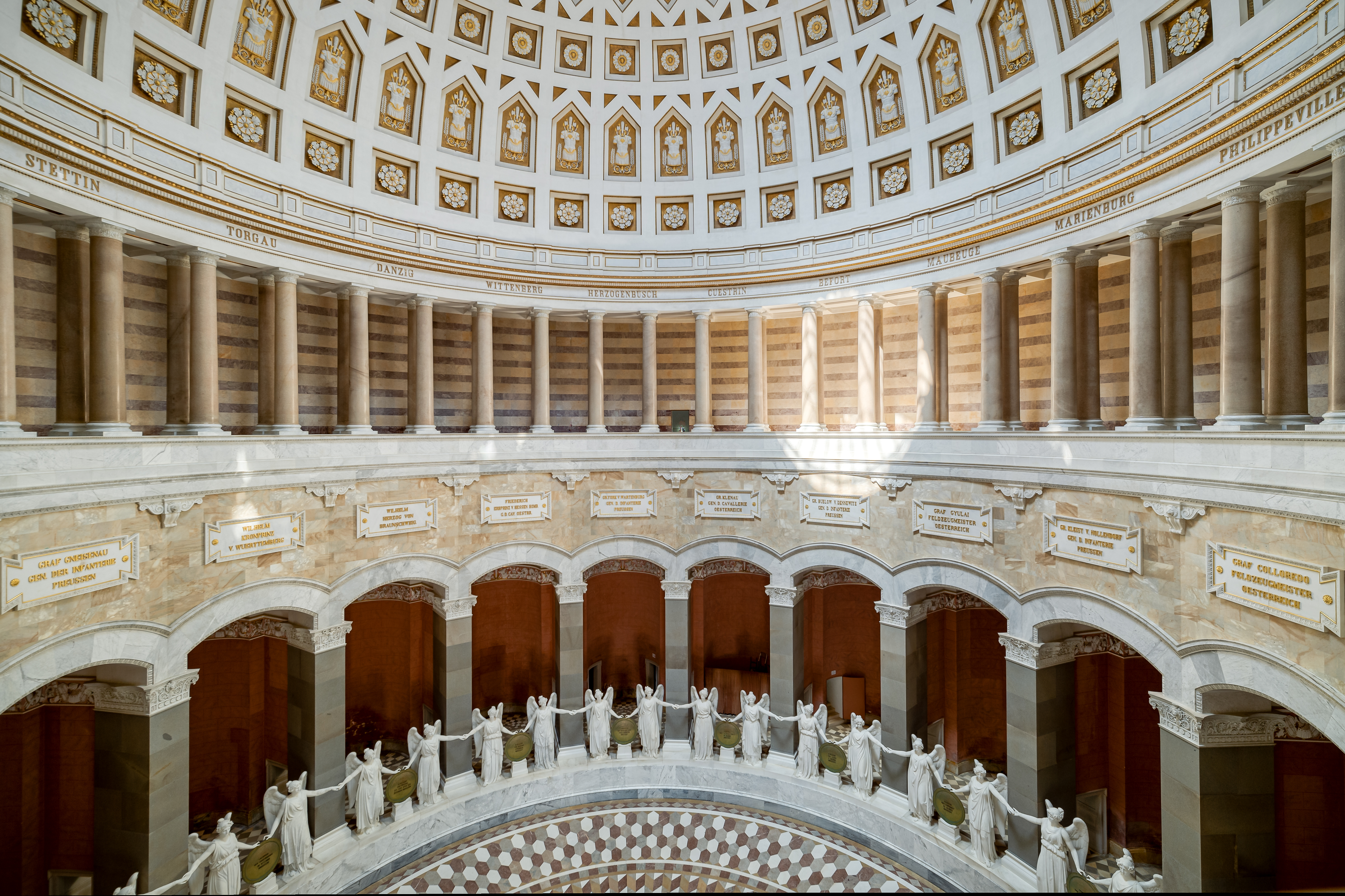
Befreiungshalle ('Sala de la Liberación') (1847-1863), en Michelsberg, Kelheim

Además de la arquitectura, a Klenze también le fascinaba la pintura, que en aquella época era un requisito previo para representar proyectos de construcción. Pero también creó pinturas al óleo independientes, entre ellas Napoleon in Portoferraio (1839), la famosa Ideale Ansicht der Akropolis und des Areopag in Athen (Vista ideal de la Acrópolis y el Areópago de Atenas) (1846) o la Domplatz von Amalfi (Plaza de la Catedral de Amalfi) (1859).

Pintura de Leo von Klenze
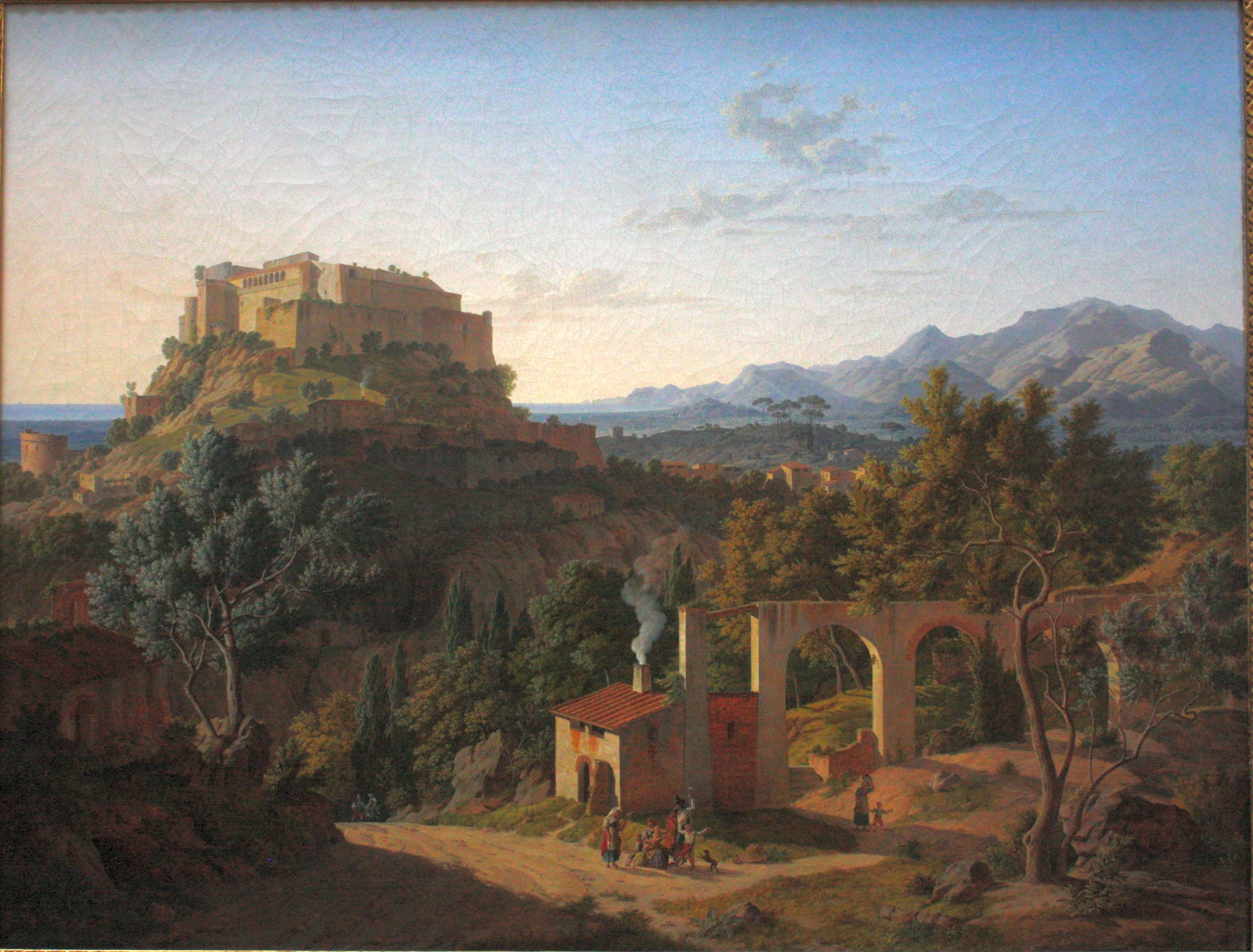
Paisaje con el castillo de Massa di Carrara (1827)
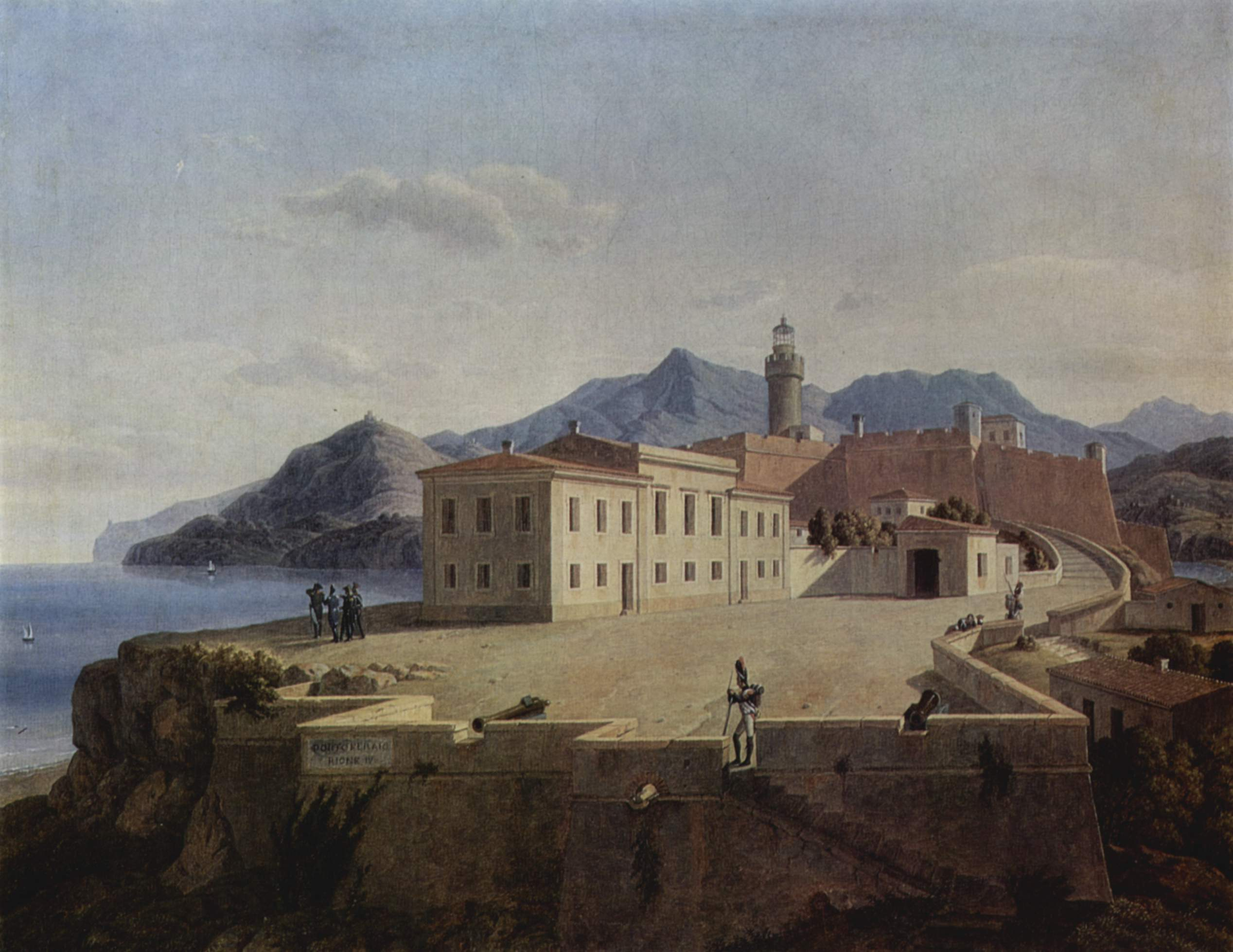
Napoleón Bonaparte en Portoferraio (1839)
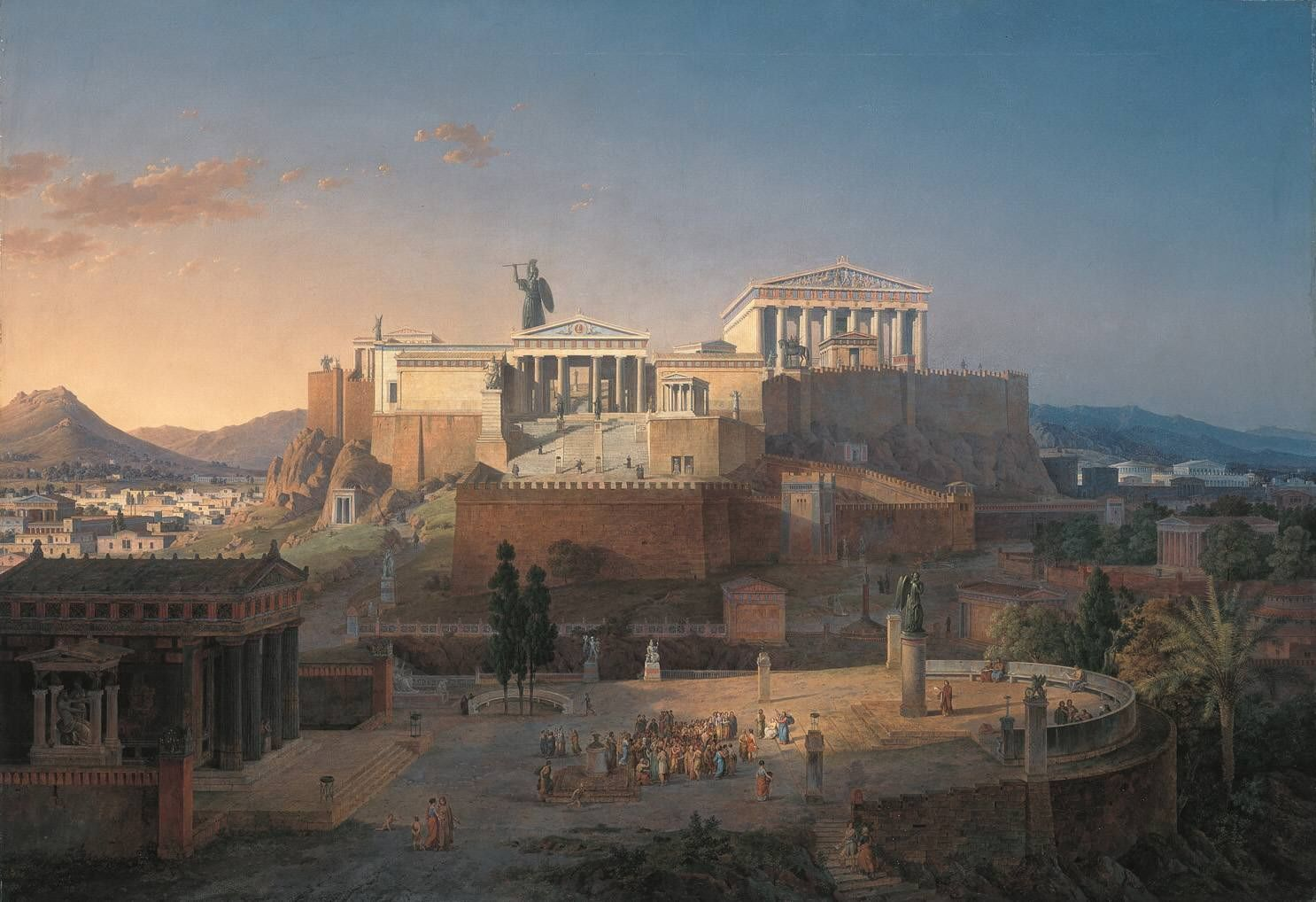
Ideale Ansicht der Akropolis und des Areopag in Athen [Vista ideal de la Acrópolis y el Areópago de Atenas] (1846), una recreación idealizada de la Acrópolis
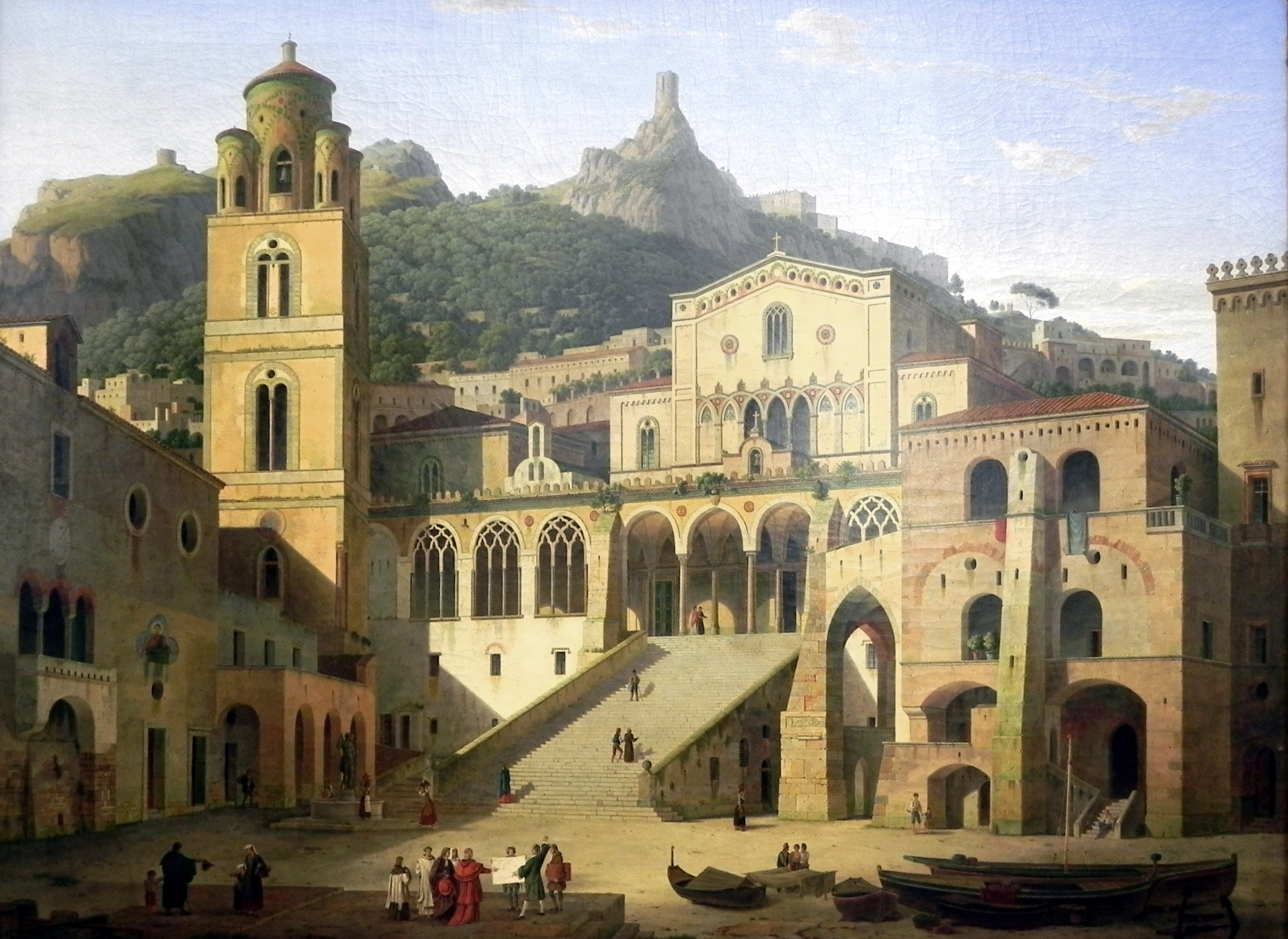
Plaza de la catedral de Amalfi (1859)

La política artística de Luis I de Baviera es un ejemplo típico de los esfuerzos de los monarcas del siglo XIX por representar y estabilizar su gobierno a través de edificios monumentales y colecciones de arte, para ganarse a la parte educada y rica de los ciudadanos y para adaptarse a la situación política existente. Luis I logró convertir Múnich en un centro de arte europeo que llevó la fama de Klenze hasta París (fundaciones de museos por el rey Luis Felipe I), Londres (audiencia en la Cámara de los Comunes sobre el desarrollo del arte en Baviera), San Petersburgo (Nuevo Hermitage) y Atenas (diseño urbano, construcción residencial, protección de monumentos). Se conserva la correspondencia entre Klenze y Luis I. En 1998, Hubert Glaser formó un grupo de trabajo en la Universidad Ludwig Maximilians de Múnich con el objetivo de comentar y editar la correspondencia artística del rey Luis I de Baviera. El tema central de ese grupo de trabajo fue la correspondencia del rey con Klenze, que comprendía alrededor de 1.700 piezas. Las cartas se complementan con declaraciones, memorandos y estimaciones de costos; además, existen instrucciones al respecto del rey a la Secretaría de su Gabinete. En 2004 presentó los primeros resultados (ver Bibliografía).
Klenze diseñó las partes arquitectónicas del Monumento a Maximiliano en la Wittelsbacherplatz, el Monumento a Max Joseph en la Max Joseph Platz y el Monumento a Ludwig en la Odeonsplatz en Múnich. El monumento a Max Joseph fue creado entre 1826 y 1835 por el escultor Christian Daniel Rauch, representa al rey bávaro en un trono decorado y es una de las obras más importantes de la escultura clasicista .
También diseñó las tumbas de la princesa Maximiliana de Baviera en la Theatinerkirche y del duque Eugen von Leuchtenberg en la Michaelskirche.

Monumentos creados por Leo von Klenze
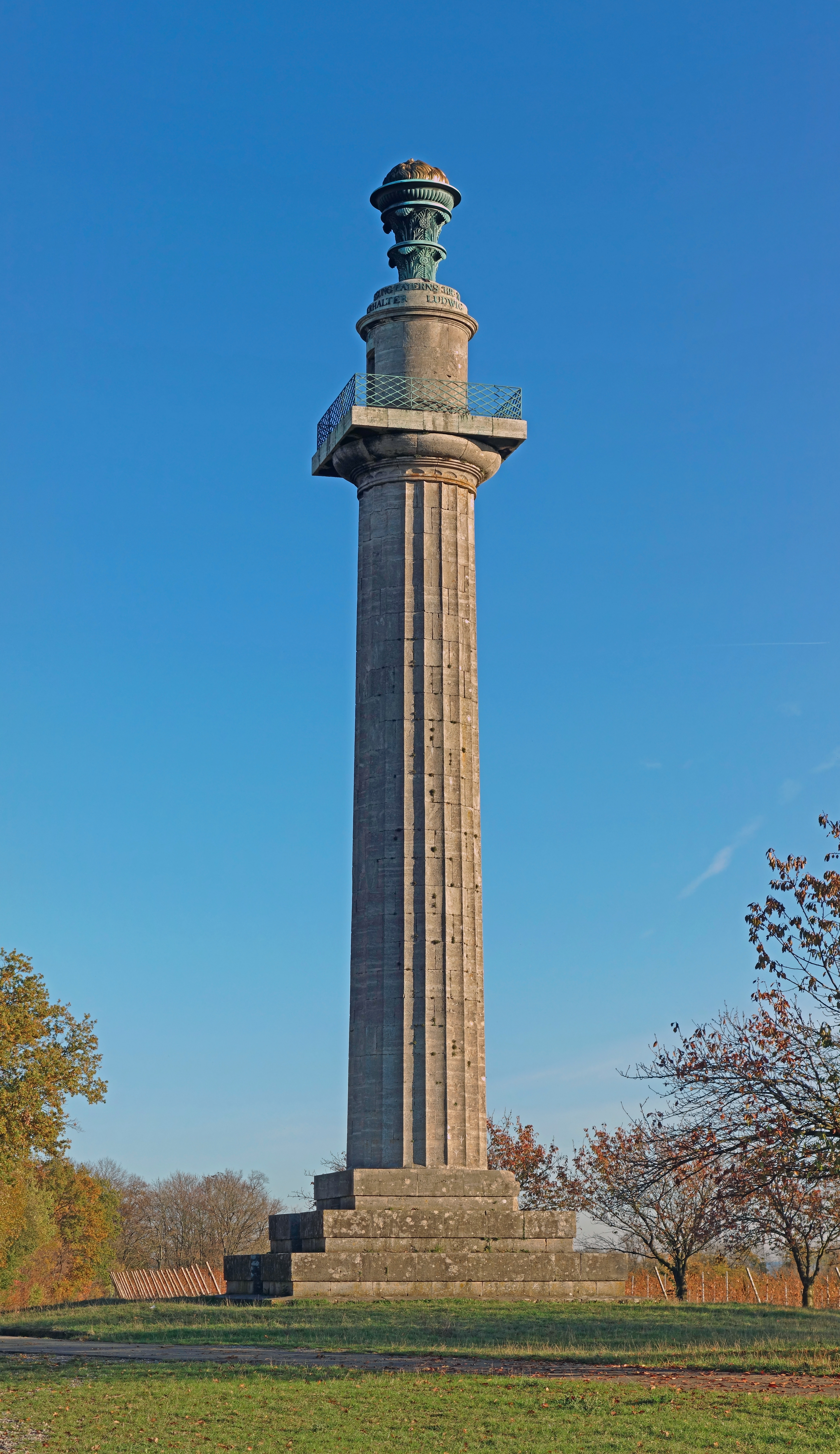
Konstitutionssäule (1819), Schlosspark Gaibach, Gaibach
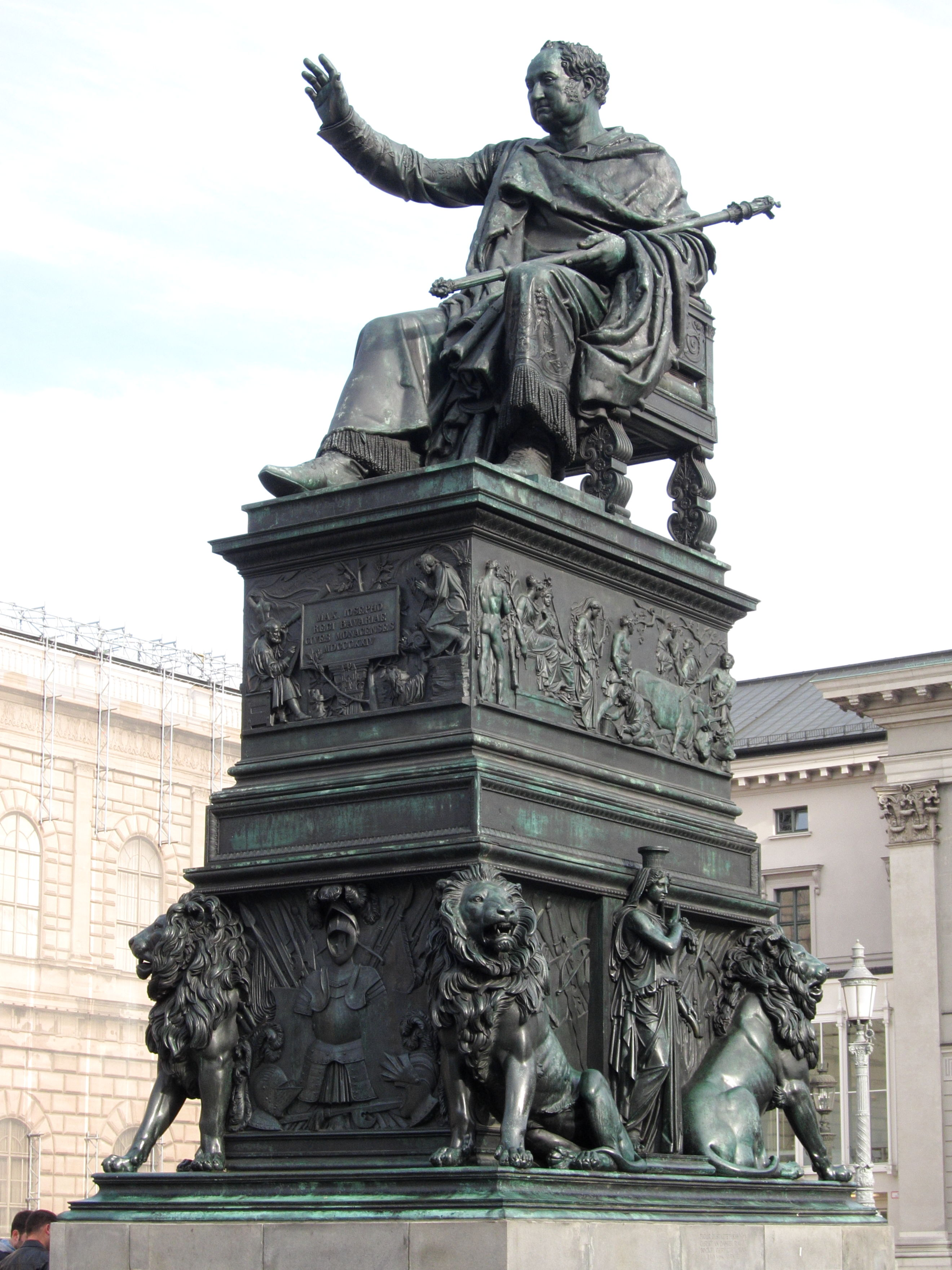
Monumento a Max Joseph (1826-1835) en la Wittelsbacherplatz. Escultor: Christian Daniel Rauch
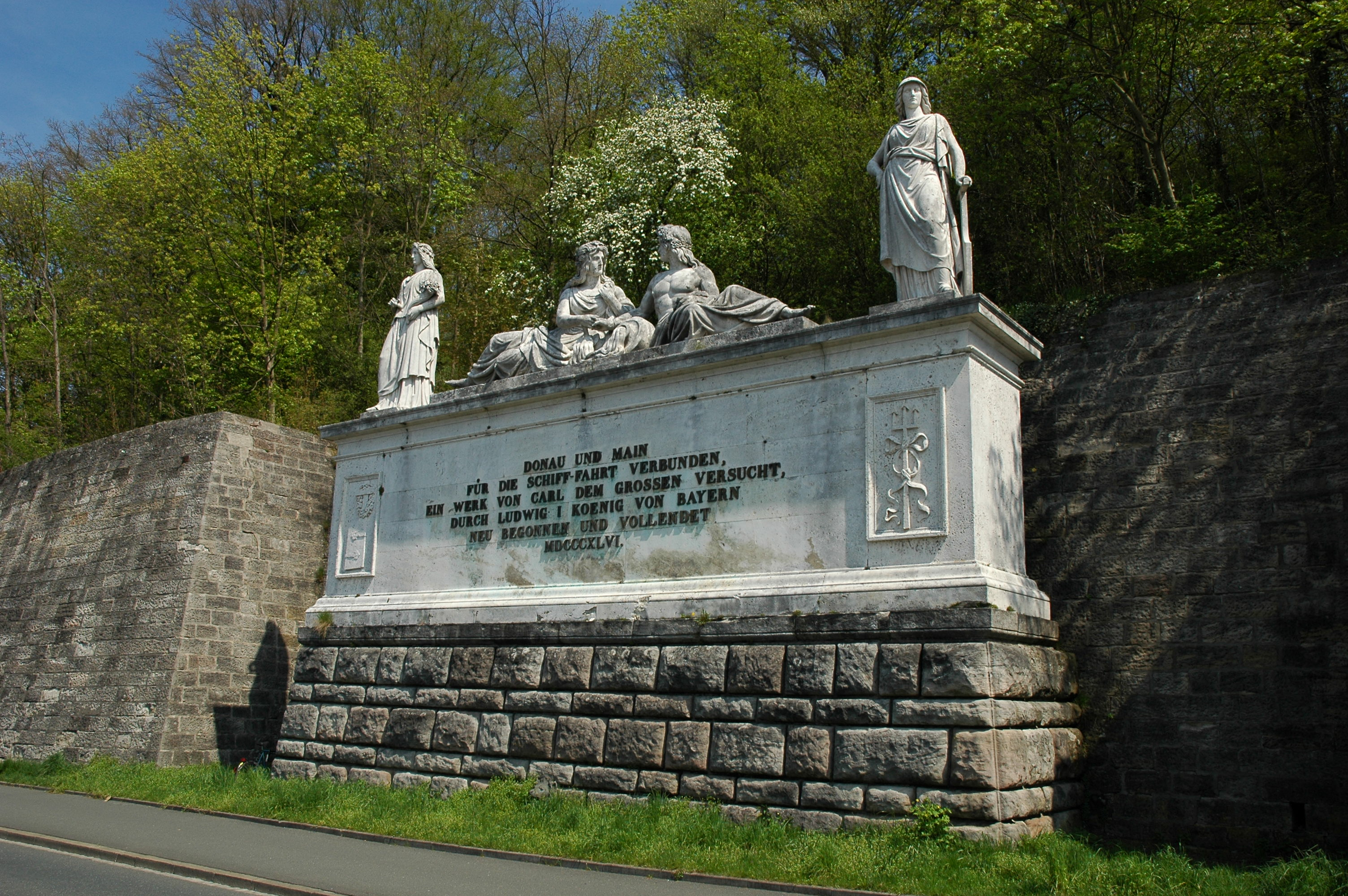
Monumento al canal (Kanaldenkmal) en Burgberg en Erlangen
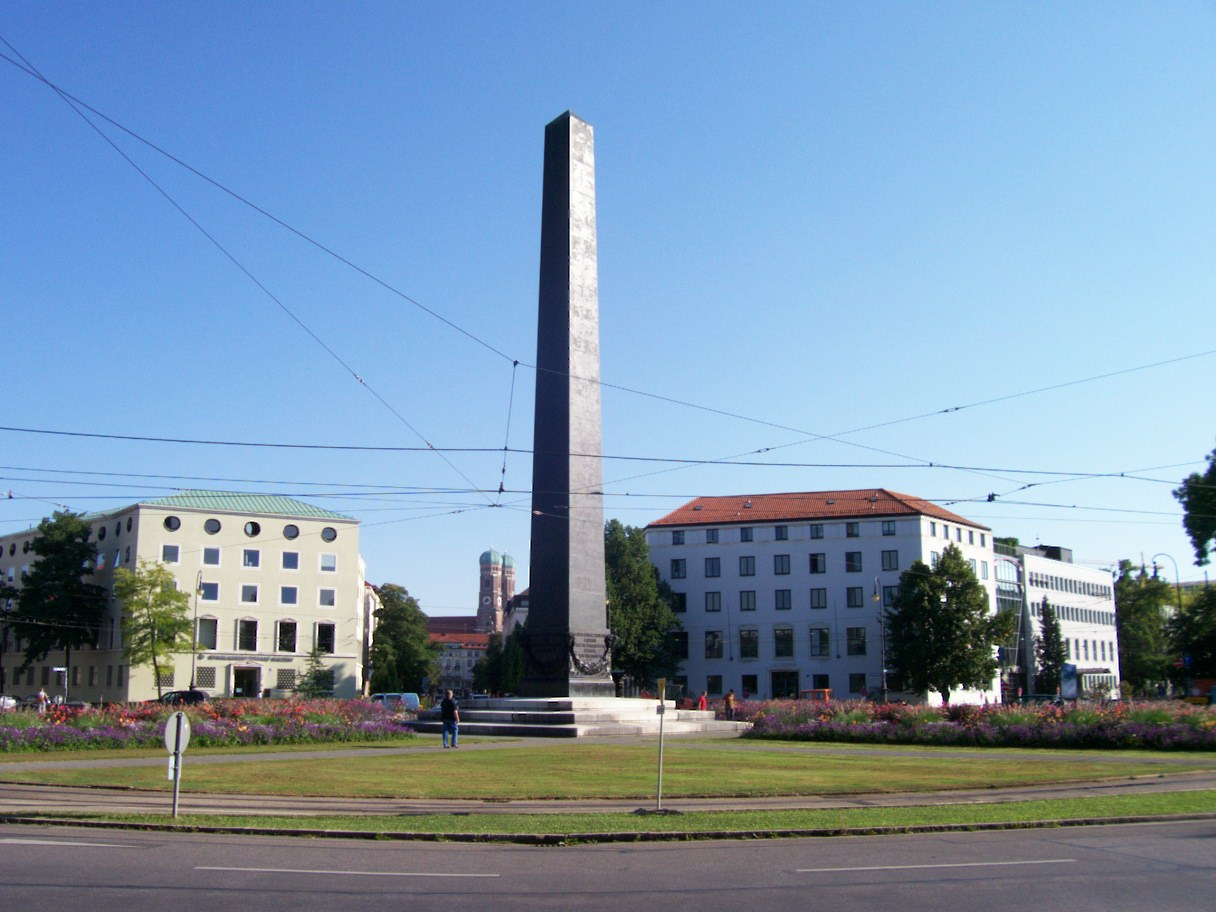
Obelisco (1833), Karolinenplatz, Múnich

### Últimos años

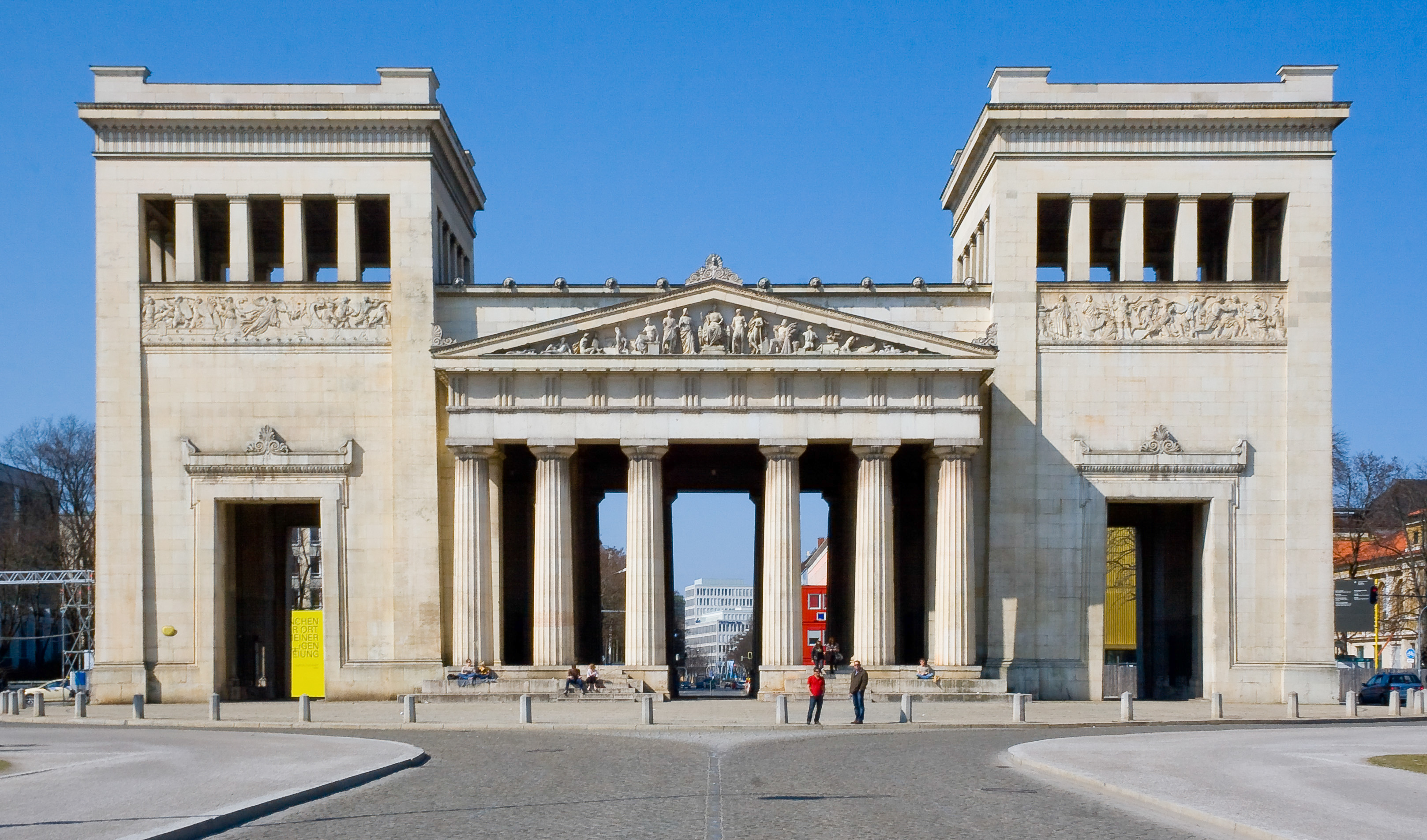
Propyläen (1860-1862), Múnich

Durante una visita a Múnich, al zar Nicolás I le gustó tanto la Alte Pinakothek que encargó a Leo von Klenze la construcción del Nuevo Hermitage en San Petersburgo, que se construyó entre 1839 y 1852. A él también se debe el rediseño clasicista de la ciudad de Atenas, que, sin embargo, desapareció en gran medida debido a un rediseño posterior. Para ello, presentó el concepto de planificación urbana en nombre del rey Otón I de Grecia.
En Baden-Baden, su colega Georg Dollmann completó la capilla Stourdza en 1866 según los planos de Klenze. Leo Klenze murió el 27 de enero de 1864 en Múnich a la edad de 79 años.

ültimas obras de von Klenze
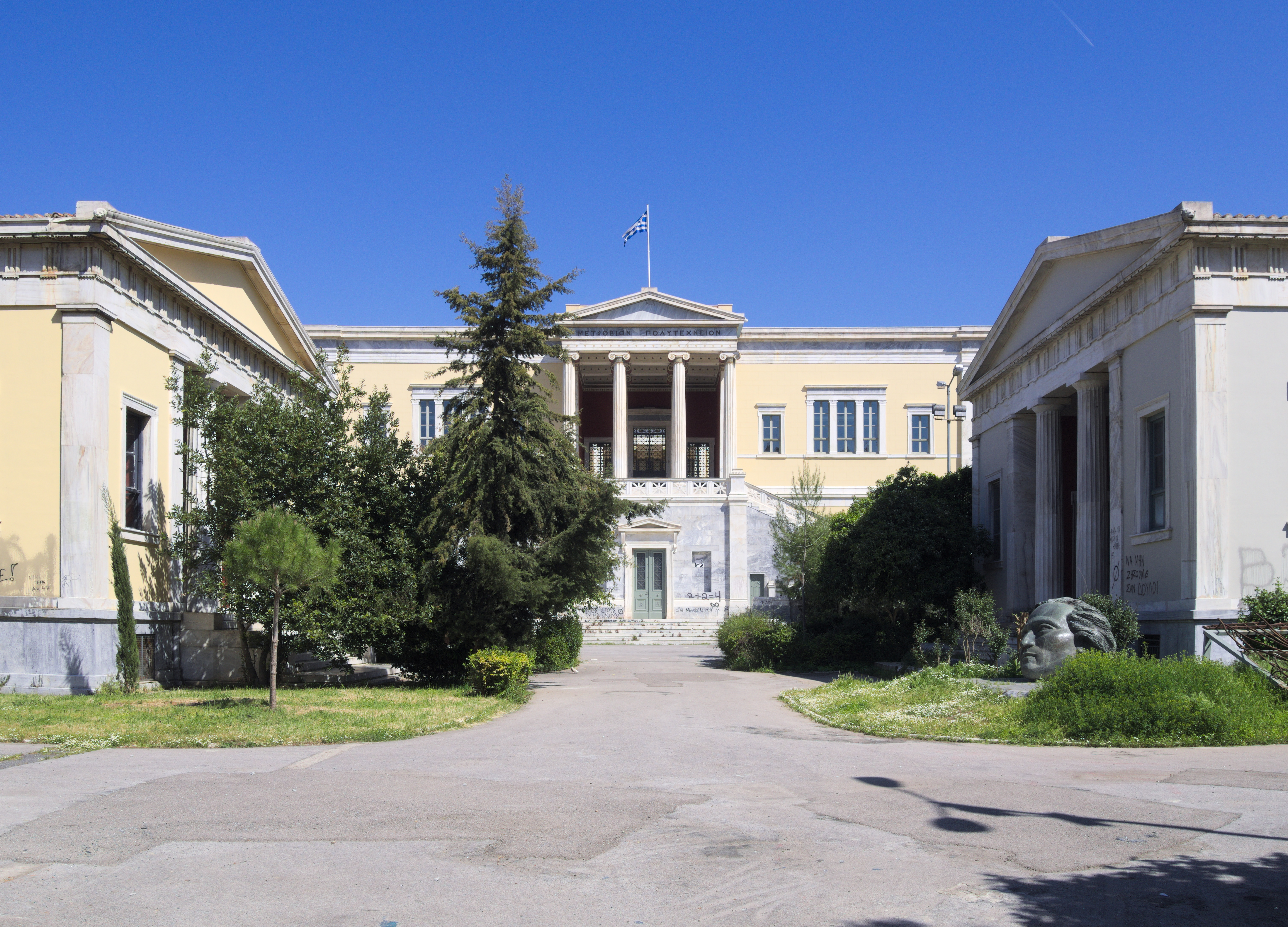
Technische Universität Atenas
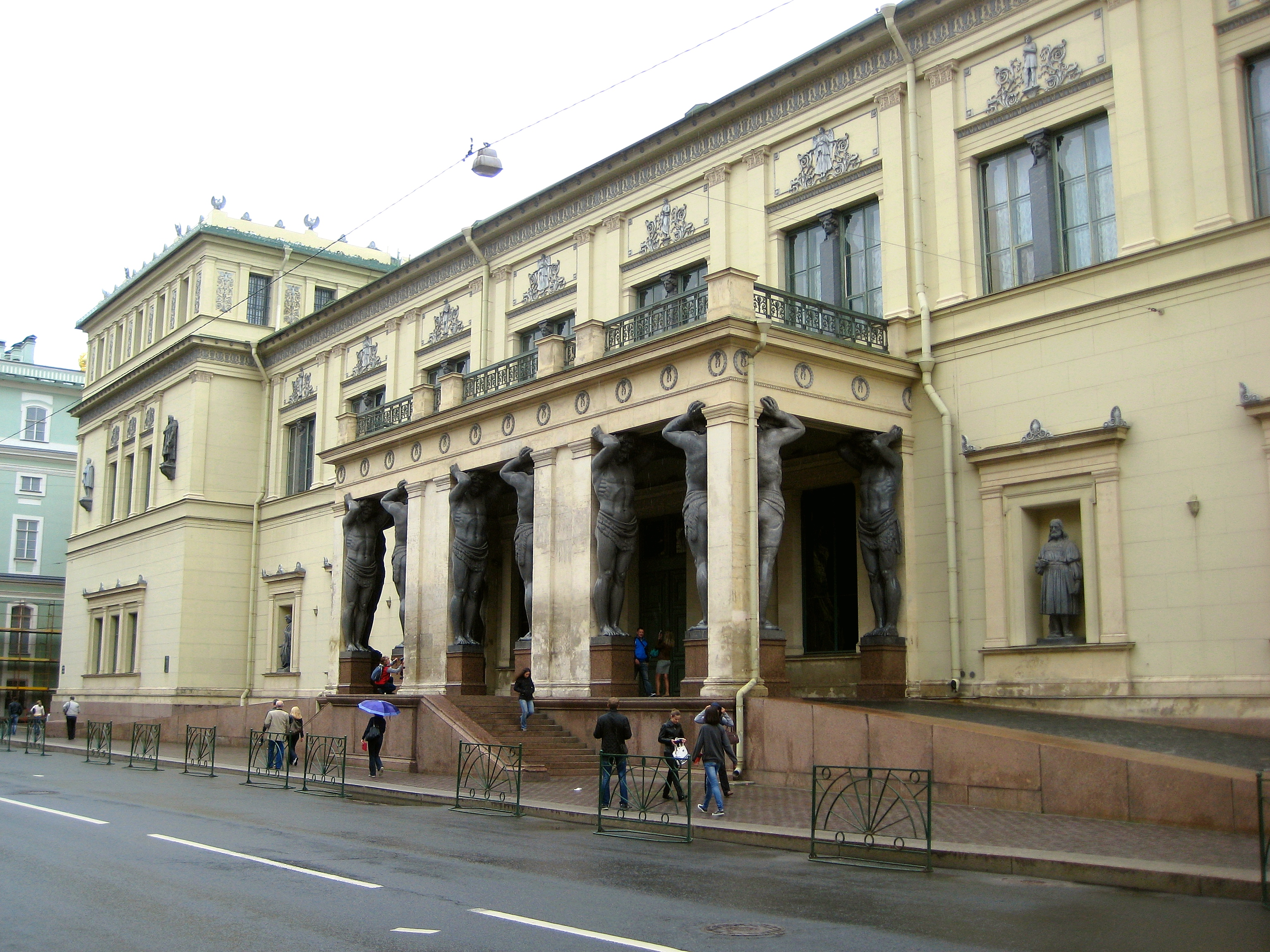
Neue Eremitage Sant Petersburgo
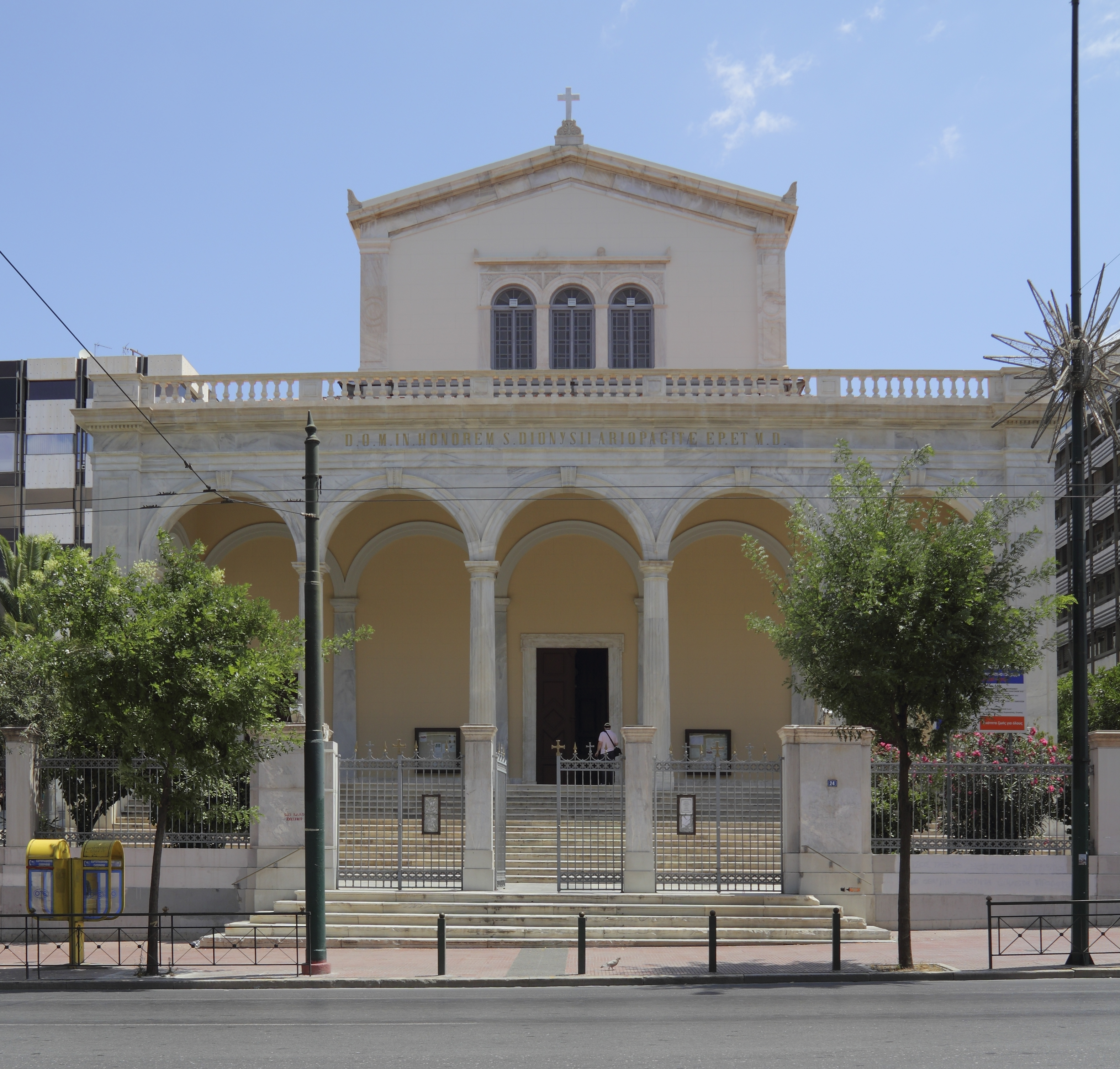
Dionysiuskathedrale Atenas
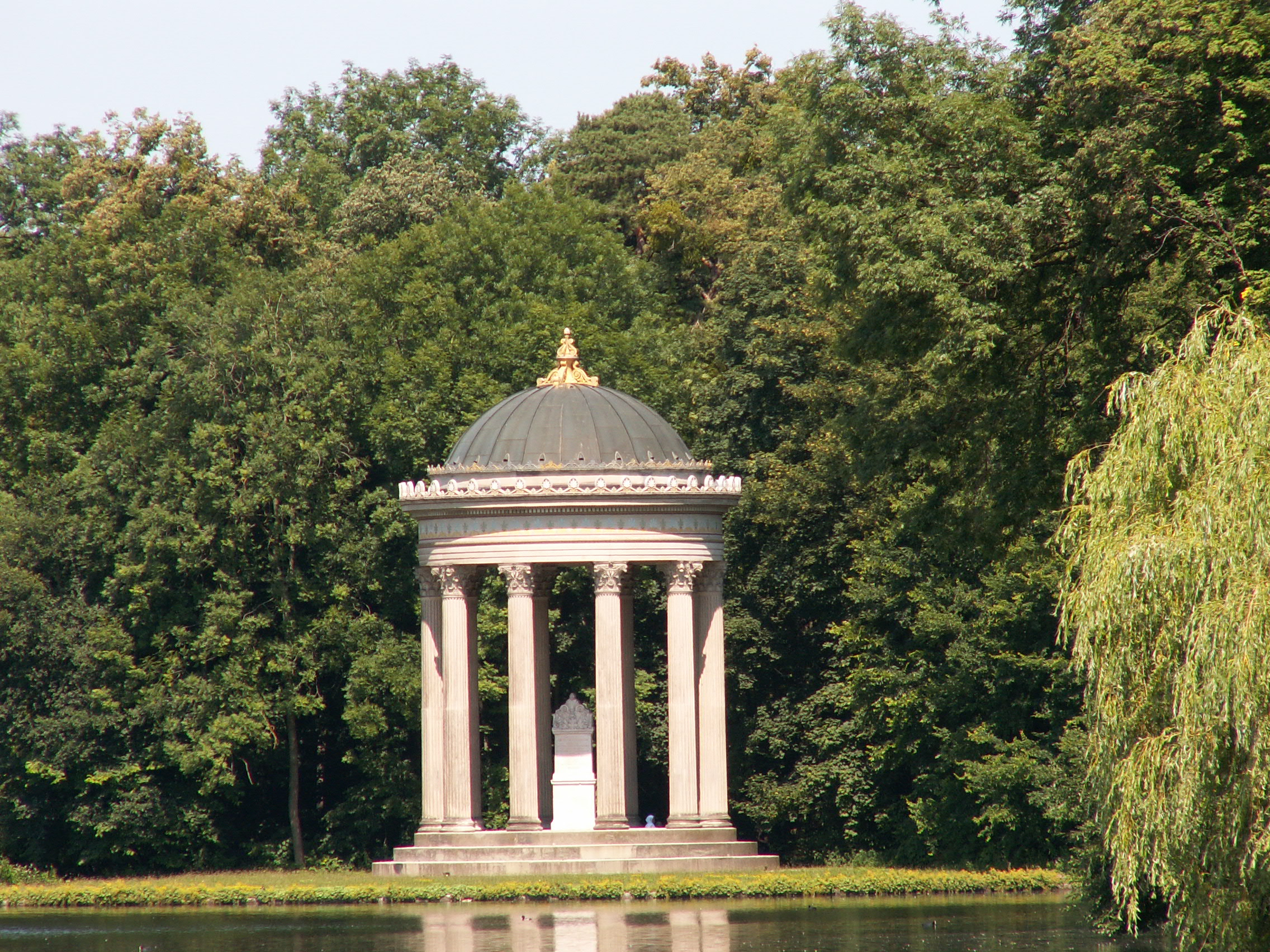
Templo de Apolo (1862-1865), Schlosspark Nymphenburg, Múnich
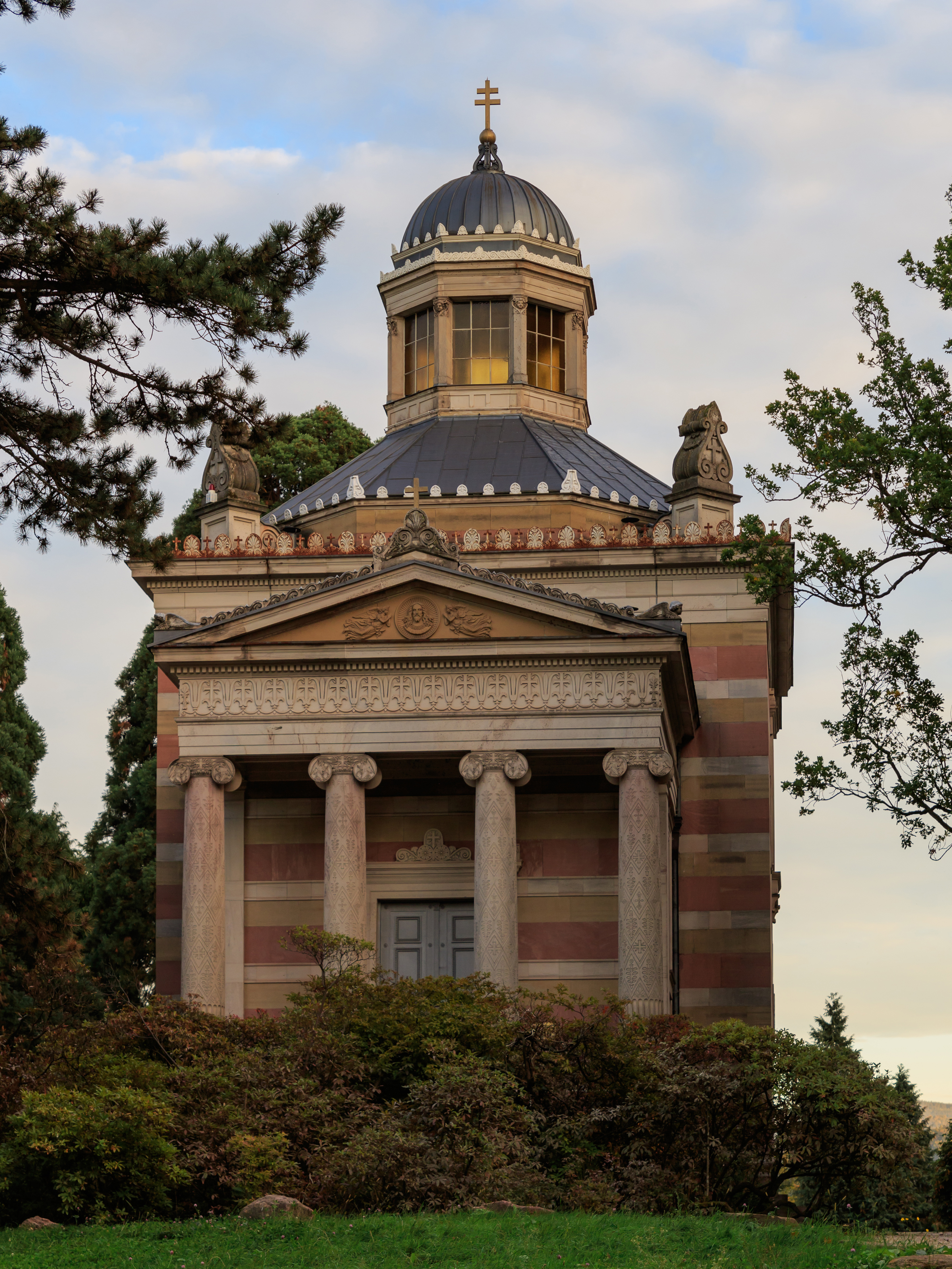
Stourdzakapelle (1863-1866), Baden-Baden

## Tumba

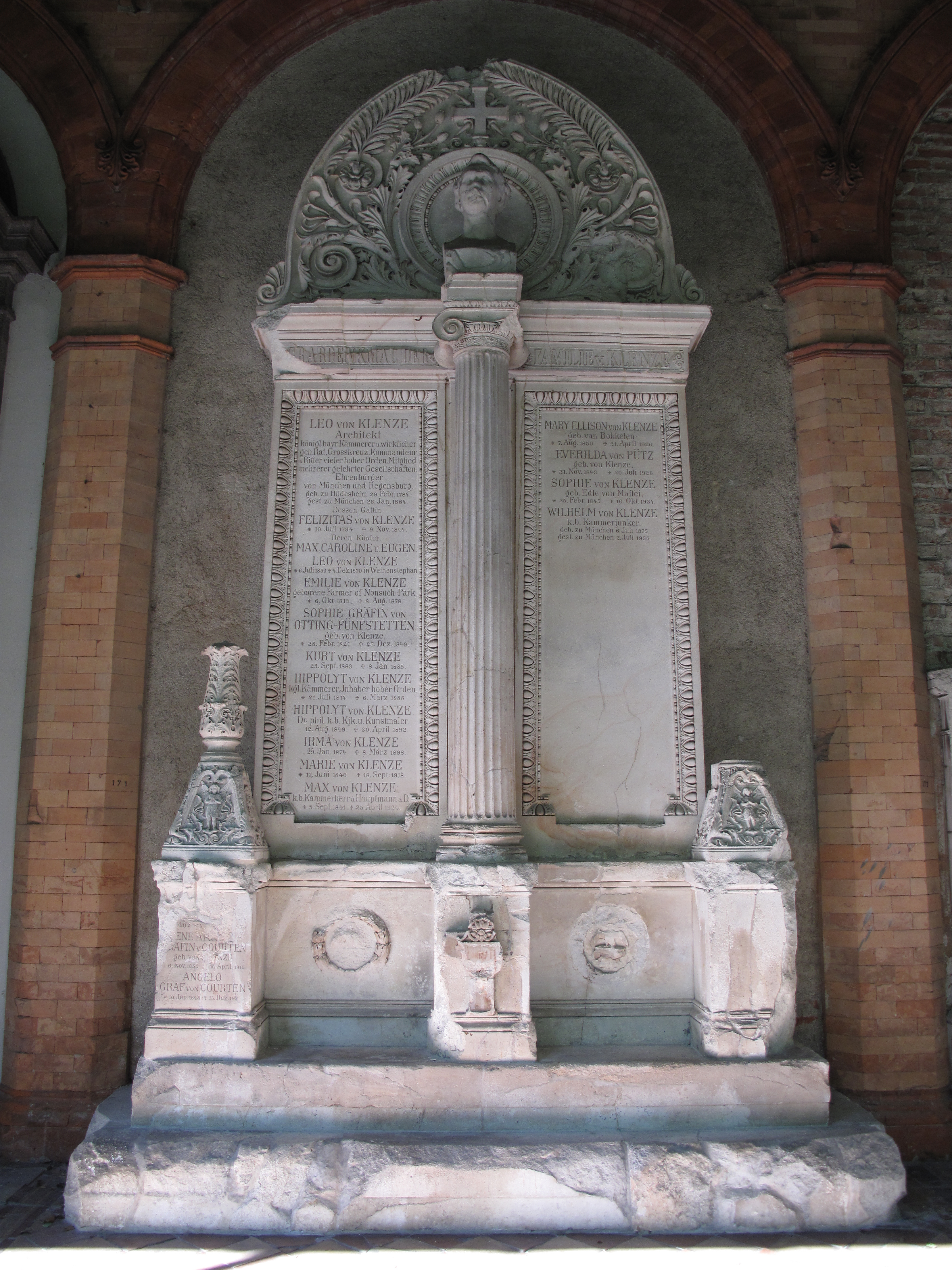
Tumba de Leo Klenze en el antiguo cementerio del sur de Múnich Alten Südlichen Friedhof in München

La tumba de Leo Klenze se encuentra en el antiguo cementerio del sur de Múnich (Neu Arkaden Platz 171 cerca de Gräberfeld 29). Un primer borrador que la familia había encargado al arquitecto Helmut Lange fue rechazado y se contrató al escultor Anselm Sickinger para crear la tumba. El busto de la tumba es de Johann Halbig. Dado que el busto data del año 1865, se puede suponer que la tumba fue construida en ese año. La ubicación justo a la entrada y el tamaño de la tumba reflejan la importancia de Klenze. La tumba fue muy cara, equivalente al salario anual de Klenze, que era de 4.700 florines.

## Obras destacadas

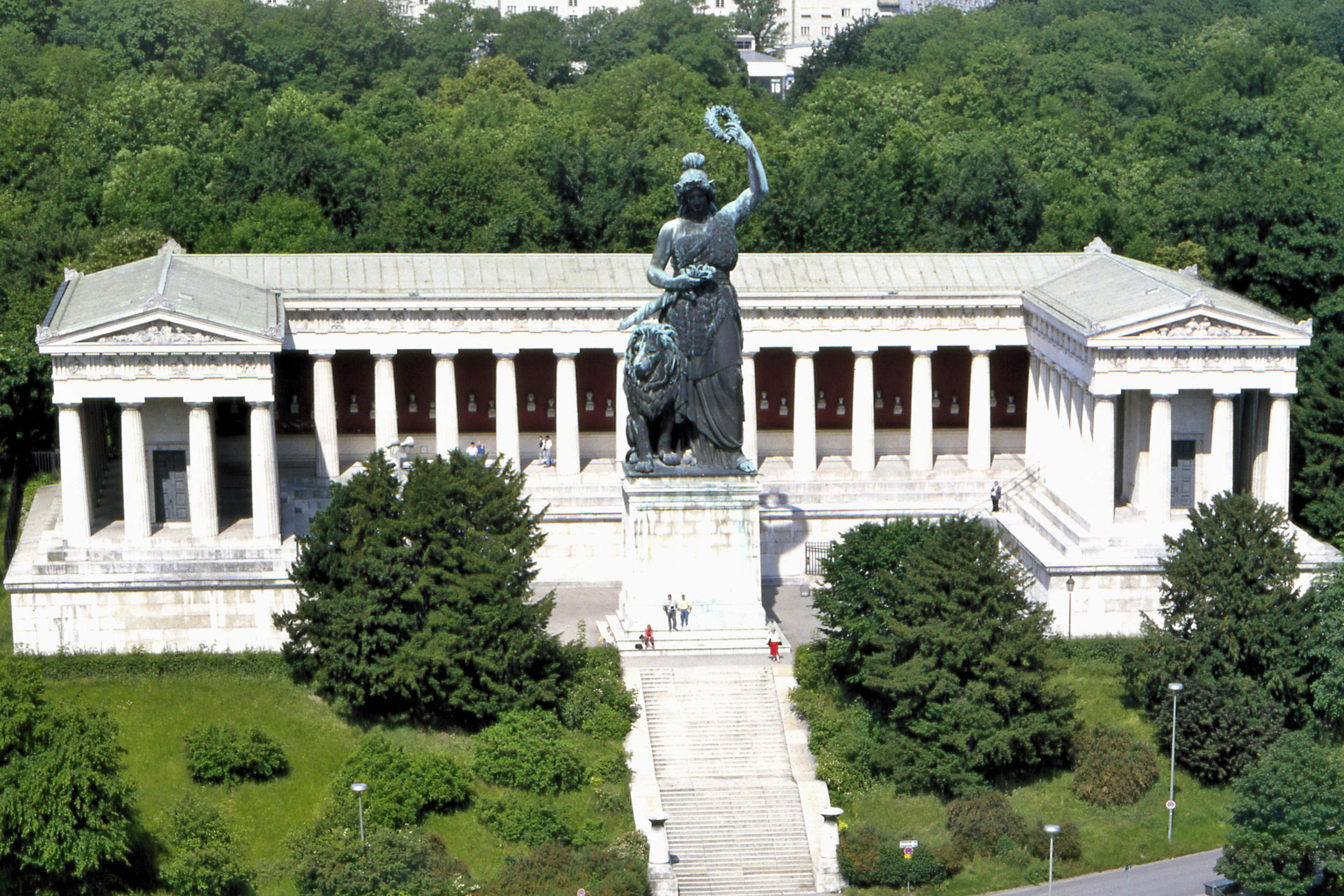
Ruhmeshalle (Salón de la Fama) (1843-1853), en Theresienwiese, cerca de Múnich)

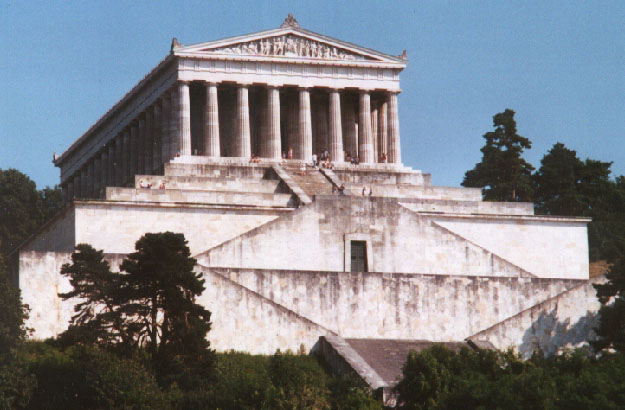
El monumento Walhalla (1830-1842) a orillas del río Danubio, Bräuberg, Donaustauf, cerca de Ratisbona

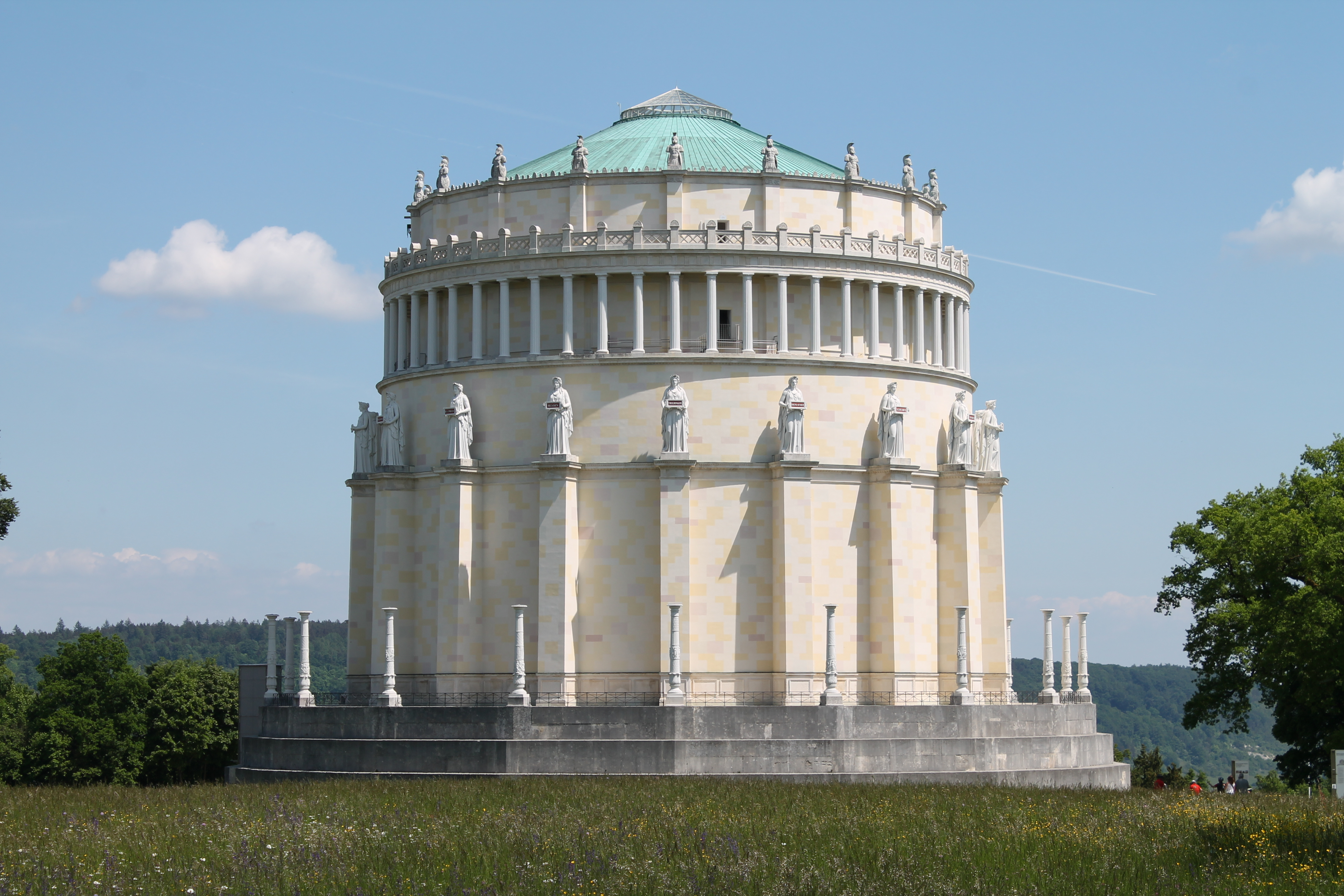
Befreiungshalle (1847-1863) ('Sala de la Liberación'), Michelsberg, Kelheim (Baviera)

Königsplatz
La Gliptoteca fue encargada por el príncipe heredero (luego rey) Luis I de Baviera junto con otros proyectos, como la vecina Königsplatz y el edificio que alberga la Colección Estatal de Antigüedades Griegas y Romanas, como un monumento a la antigua Grecia. Luis tenía la visión de una «Atenas alemana» en la que se recordaría la antigua cultura griega, e hizo construirla frente a las puertas de Múnich.
Ruhmeshalle
Monumento Walhalla
El Walhalla (del alemán Walhalla y este del nórdico antiguo Valhǫll; lit. ‘salón de los caídos’) es un imponente templo neoclásico cuyo propósito es servir de monumento y salón de la fama a «alemanes laureados y distinguidos». Se levantó a orillas del río Danubio a seis kilómetros hacia el este de Ratisbona, en Baviera, Alemania.[cita requerida]
Fue concebido por el Rey Luis I de Baviera (el abuelo de Luis II) y construido entre 1830 y 1842 bajo diseños de Leo von Klenze, que también fue responsable del Befreiungshalle, también cerca de Ratisbona sobre el Danubio. El Walhalla debe su nombre al salón de los dioses de la mitología germánica (y nórdica) siendo el equivalente al Olimpo griego. Es una copia perfecta del Partenón de Atenas, sostenido por 52 columnas dóricas. En su interior alberga unas 65 placas y bustos de 130 personas ilustres cubriendo 2000 años de historia. El más antiguo es Arminio, victorioso en la Batalla del bosque de Teutoburgo en el año 9 d. C..
Fue concebido en 1807 por el príncipe heredero Luis I de Baviera con el fin de respaldar el impulso que se estaba acumulando para la unificación de los muchos estados alemanes. Tras su ascenso al trono de Baviera, la construcción se llevó a cabo entre 1830 y 1842 bajo la supervisión del arquitecto Leo von Klenze.
Mientras que el Valhalla de la Mitología nórdica sirvió como hogar para aquellos gloriosamente muertos en batalla, Ludwig pretendía que su Walhalla no solo fuera para guerreros sino también para científicos, escritores y clérigos, y específicamente incluía tanto a hombres como a mujeres. Décadas antes de la fundación del Estado alemán moderno en 1871,
"Alemán" se entendía como "germánico", e incluía
Befreiungshalle

## Obras (selección)
- 1808-1810: Ballhaus, Schlosspark Wilhelmshöhe, Kassel
- 1816-1818: Hofgartentor, Hofgarten, Múnich
- 1816-1834: Gliptoteca de Múnich, Königsplatz, Múnich
- 1819: Konstitutionssäule, Schlosspark Gaibach, Gaibach
- 1817-1821: Palacio de Leuchtenberg, Odeonsplatz, Múnich
- 1822: Marstall, Marstallplatz, Múnich
- 1823-1825: Reconstrucción del Teatro Nacional (Nationaltheater) (Wiederaufbau), Max-Joseph-Platz, Múnich. El edificio había sido proyectado por Karl von Fischer e inaugurado en 1818 y un incendio lo destruyó en 1823. Fue destruido por un bombardeo en octubre de 1943 y reconstruido y reinaugurado en 1963, conservando solo el aspecto exterior de Kenze y recuperando el interior de von Fischer.
- 1824-1825: Palais Arco-Zinneberg,[19] Wittelsbacherplatz, Múnich
- 1824-1826: Bazar, Odeonsplatz, Múnich
- 1824-1830: Ministerio de Guerra (Kriegsministerium), Ludwigstraße, Múnich
- 1825-1826: Palais Ludwig Ferdinand, Wittelsbacherplatz, Múnich. Construido para Karl Anton Vogel, un fabricante de hilo de oro y plata, según proyecto de Franz Xaver Widmann y con las fachadas diseñadas por Leo von Klenze, que vivió en el piano nobile del edificio durante veinticinco años.[20]
- 1826-1828: Odeón, Odeonsplatz, Múnich
- 1826-1835: Edificio real (Königsbau) de la Residenz, Max-Joseph-Platz, Múnich; en el primer piso se encontraba apartamento real de Luis I, que se utilizaba principalmente para la representación.
- 1826-1836: Alte Pinakothek, Barer Straße, Múnich. Dañada por la II Guerra Mundial, fue reconstruida de 1952 a 1957.
- 1826-1837: Iglesia de Todos los Santos (Allerheiligen-Hofkirche), Marstallplatz, Múnich, según los estilos bizantino y románico.
- 1827-1830: Haslauer-Block, un encargo del rey Luis I de que la construcción de tres casas privadas en Ludwigstrasse no alterara la apariencia uniforme del bulevar. Klenze integró los tres edificios residenciales trás una fachada florentina uniforme.
- 1828-1830: Palacio Herzog-Max, Ludwigstraße, Múnich, para el cuñado del rey Luis I, el duque Max (Maximiliano José de Baviera), amante del arte, descrito como «probablemente el palacio aristocrático más hermoso que León v. Klenze… construyó».[21] Fue demolido  para ampliar la calle en 1937 como parte de la remodelación urbana nacionalsocialista.
- 1830-1842: El monumento Walhalla a orillas del río Danubio, Bräuberg, Donaustauf, cerca de Ratisbona
- 1832-1837: Monopteros, Jardín Inglés de Múnich, Múnich
- 1832-1842: Edificio de salón de baile (Festsaalbau) de la Residenz, Hofgarten, Múnich
- 1833: Obelisco, Karolinenplatz, Múnich
- 1836: Hauptpost, Max-Joseph-Platz, Múnich
- 1836: Universidad Politécnica Nacional de Atenas, 28is-Oktovriou-Straße, Atenas
- 1847-1863: Befreiungshalle ('Sala de la Liberación'), Michelsberg, Kelheim (Baviera). Klenze se hizo cargo del proyecto tras el fallecimiento del arquitecto de la corte Friedrich von Gärtner en 1847, y en apenas tres meses, presentó los primeros planos que no modificaban el concepto básico de Gärtner, pero añadían más elementos clasicistas.
- 1851: Nuvoe Hermitage, Millionnaja-Straße, San Petersburgo
- 1853: Dionysiuskathedrale, Panepistimiou-Straße, Atenas
- 1843-1853: Ruhmeshalle ('Salón de la Fama'), en Theresienwiese, cerca de Múnich
- 1860-1862: Propyläen, Königsplatz, Múnich
- 1862-1865: Templo de Apolo, Schlosspark Nymphenburg, Múnich
- 1863-1866: Stourdzakapelle, en Michaelsberg, Baden-Baden, junto con Georg von Dollmann.[22]

Otras obras  de Leo von Klenze
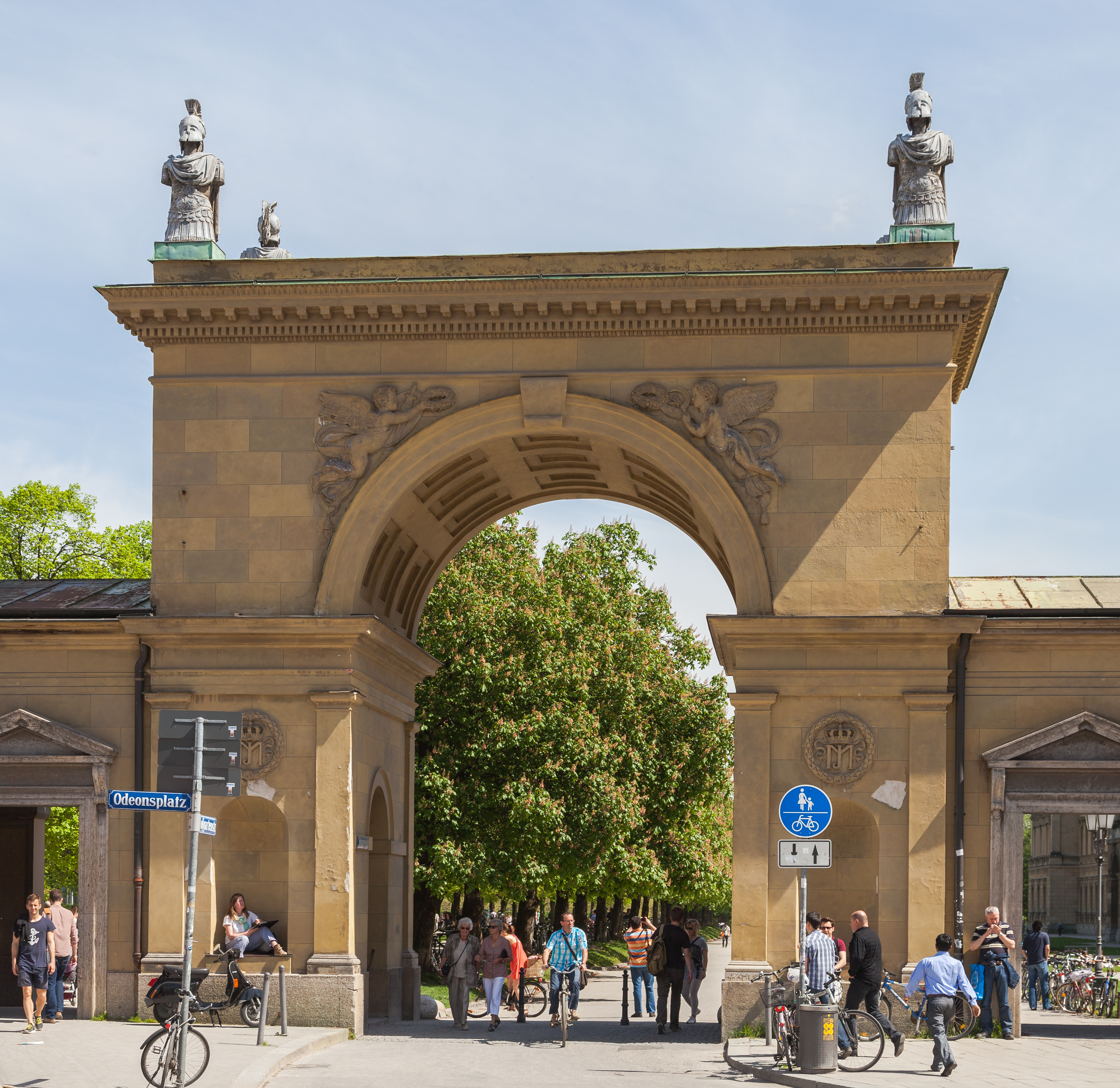
Hofgartentor (1816-1818), Múnich
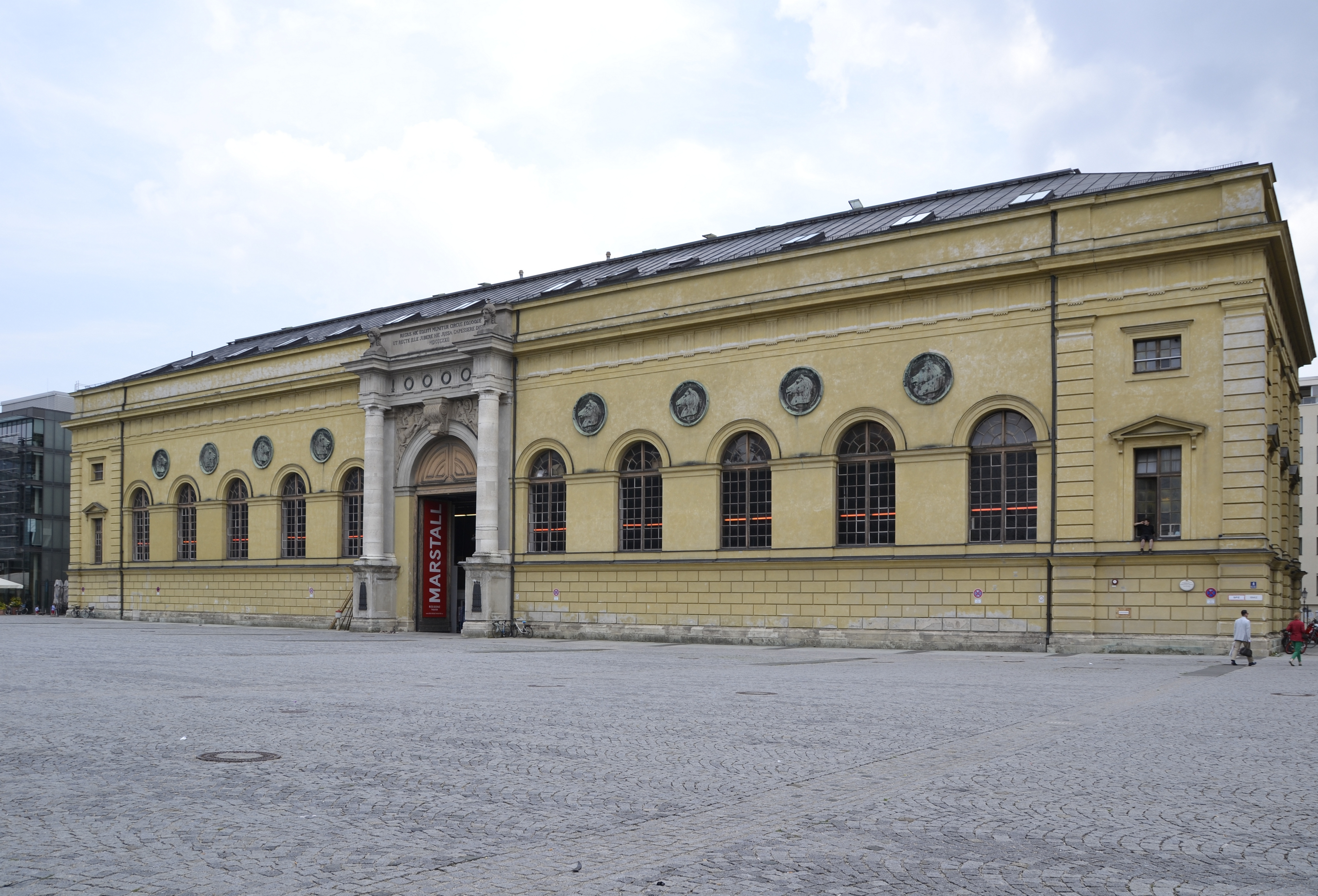
Marstall (1822) Múnich
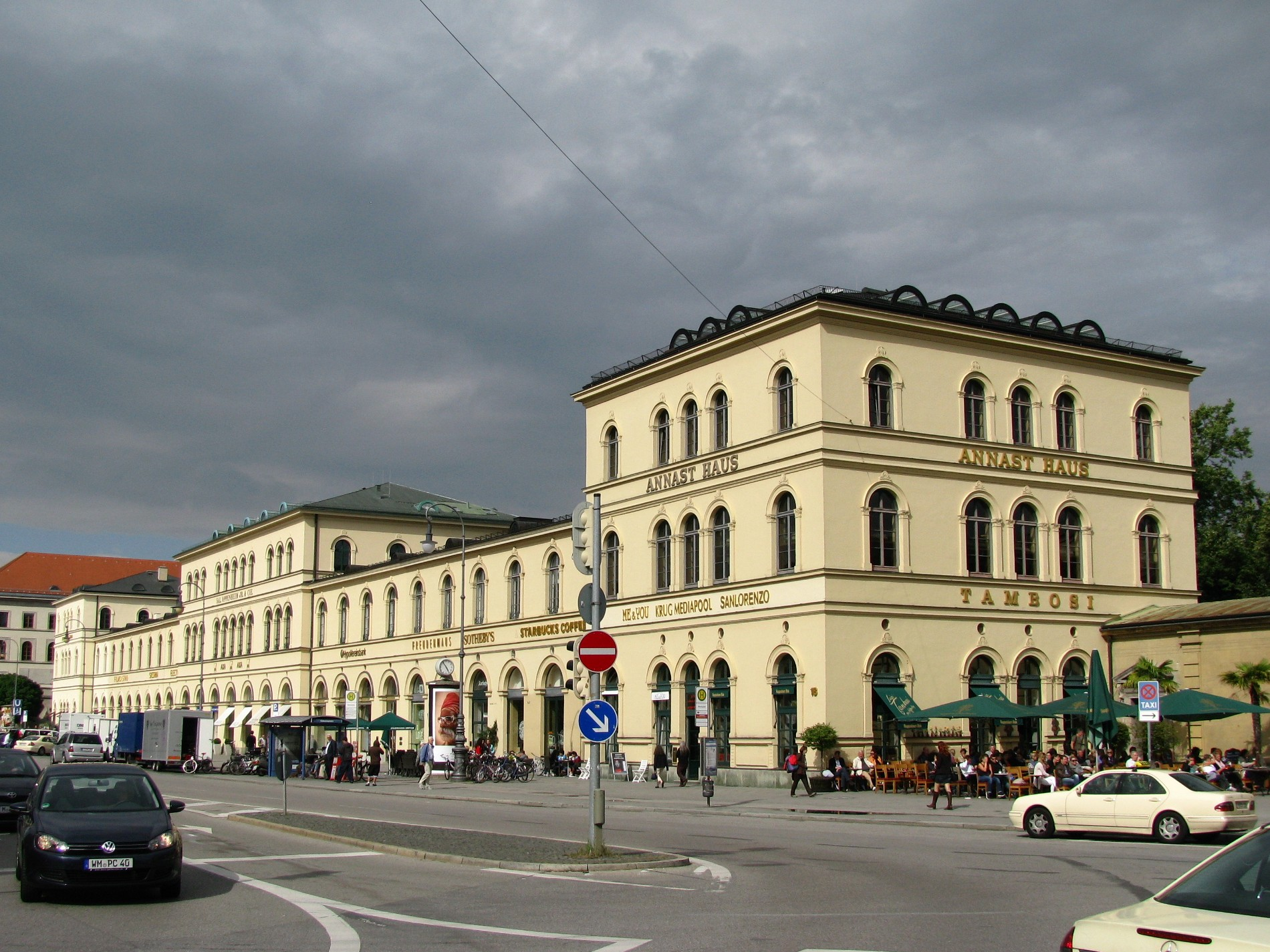
Bazar (1824-1826), en la Odeonsplatz de Múnich
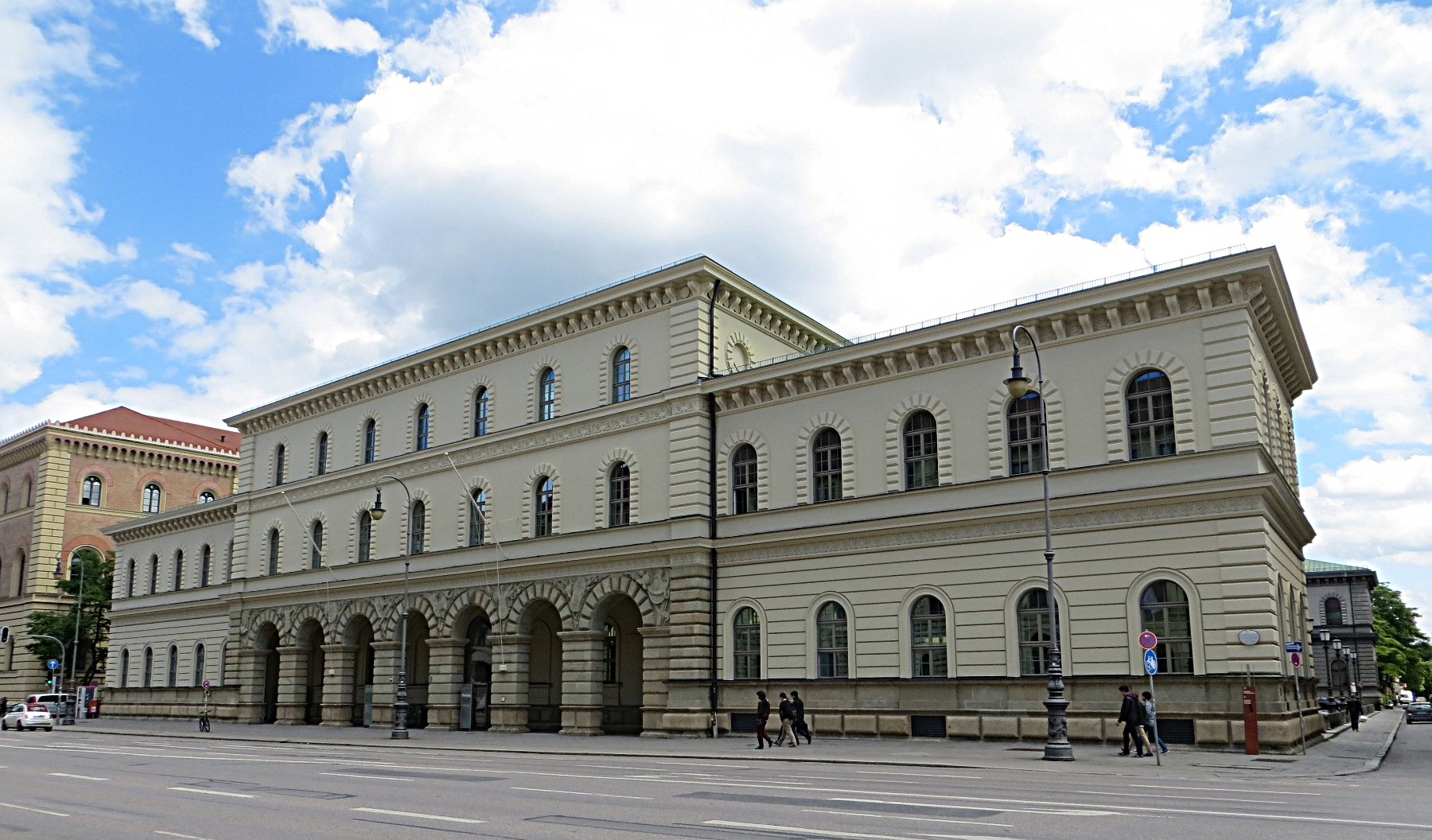
Kriegsministerium (1824-1830), Múnich
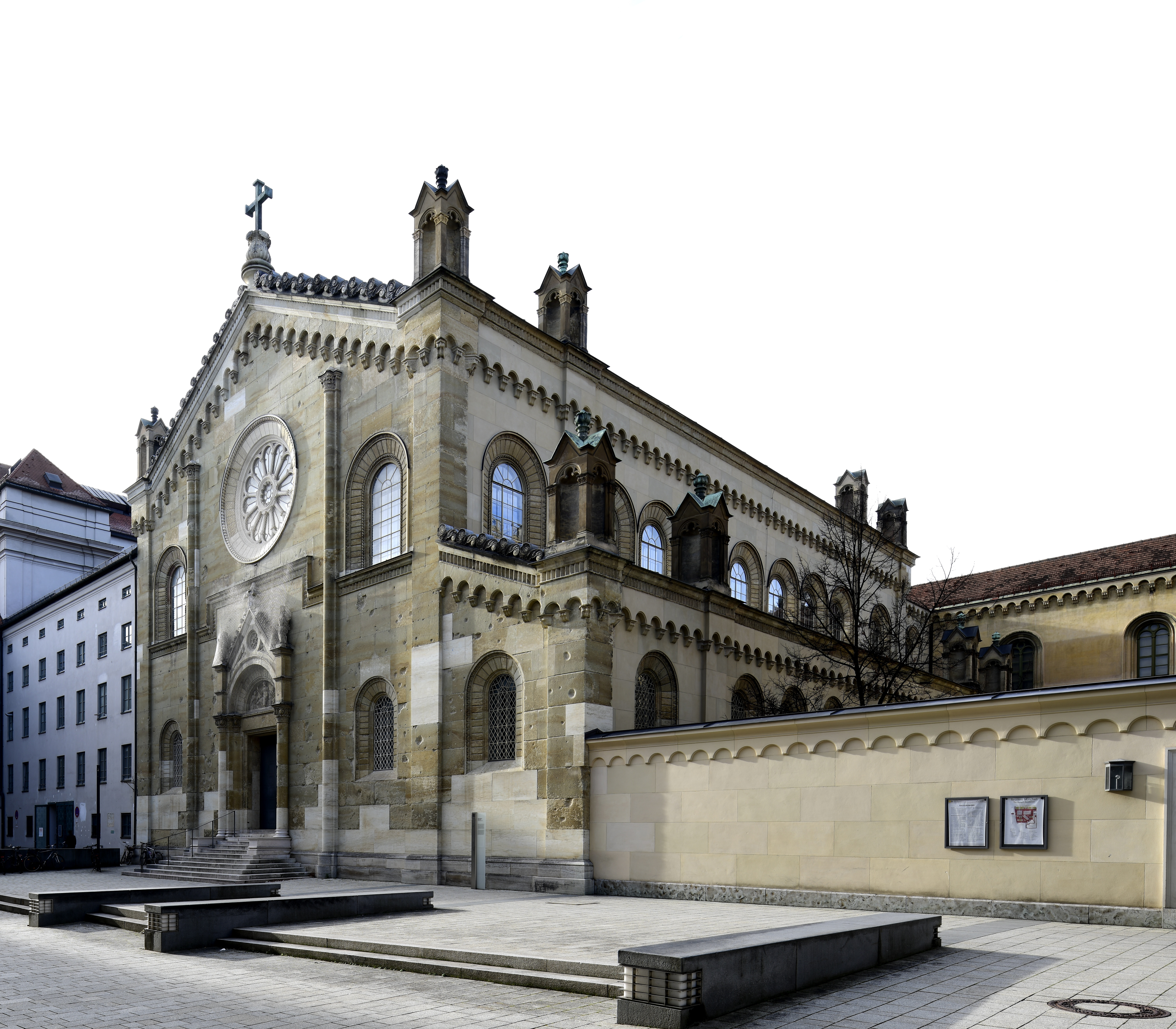
Iglesia de Todos los Santos (Allerheiligen-Hofkirche) (1826-1837), Múnich
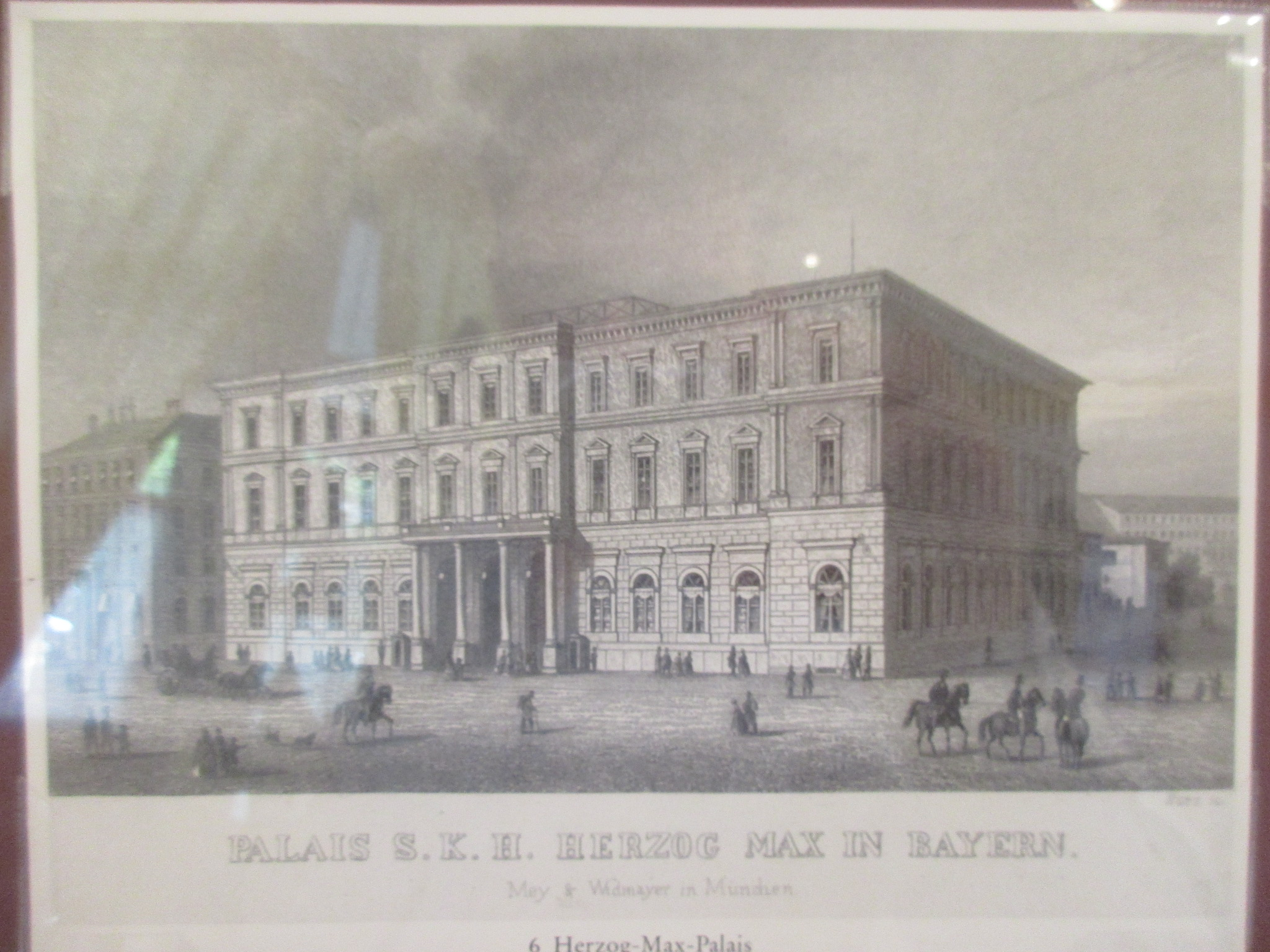
Herzog-Max-Palais (1828-1830), Múnich
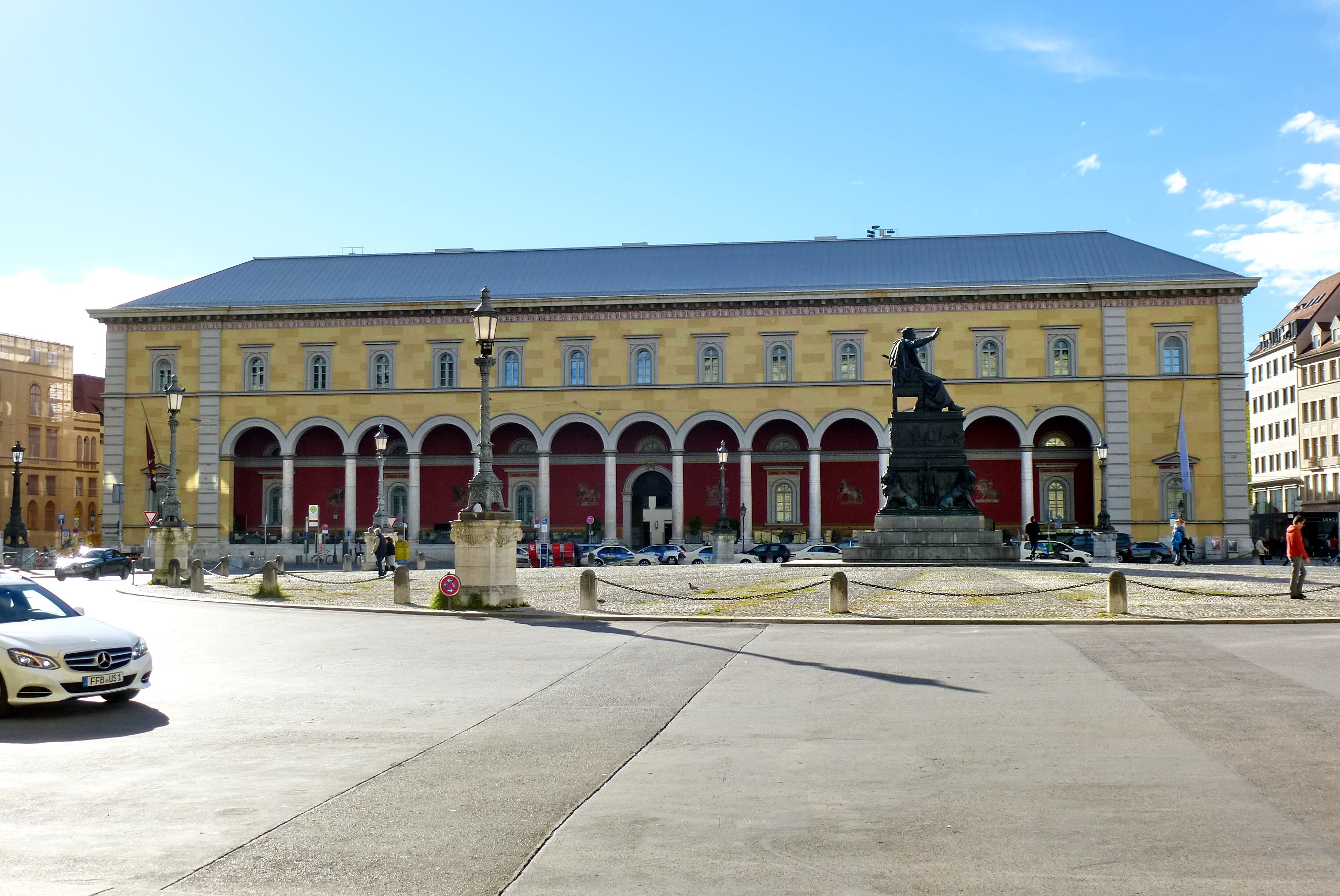
Remodelación con un pórtico florentino del Hauptpost, Múnich (original de 1747-1754 de Ignaz Anton Gunetzrhainer). Solo se conserva la fachada.

## Familia
Se casó con la cantante Felicitas Blangini (1794-1844) en Kassel en 1813. La pareja tuvo tres hijos y tres hijas:
- Hippolyt (nacido el 21 de julio de 1814 - 6 de marzo de 1880), coronel bávaro ⚭ Emilie Farmer (nacida el 6 de octubre de 1813 - 8 de agosto de 1878), padres de Everilda von Pütz
- Karoline (1817-1829)
- Eugen Lothar (1819-1822)
- Sophie Maria Leongilde Olympia (28 de febrero de 1821 - 25 de diciembre de 1849) ⚭ Conde Maximilian von Otting-Fünfstetten (1815-1901), Obersthofmarschall bávaro, hijo de Karl Friedrich Stephan von Otting, Fünfstetten und Schönfeld, medio hermano de rey Maximiliano I. José
- Ludwig Heliodor (1825-1851)
- Athenaide Walburga Maria (1828-1924) ⚭ Conde Maximilian von Otting-Fünfstetten (1815-–1901)

La escritora Everilda von Pütz, de soltera . von Klenze (1843-1926), era su nieta. Su tataranieto Karl Graf von Spreti también trabajó como arquitecto, pero fue más conocido como miembro del Bundestagsabgeordneter y diplomático .

## Honores

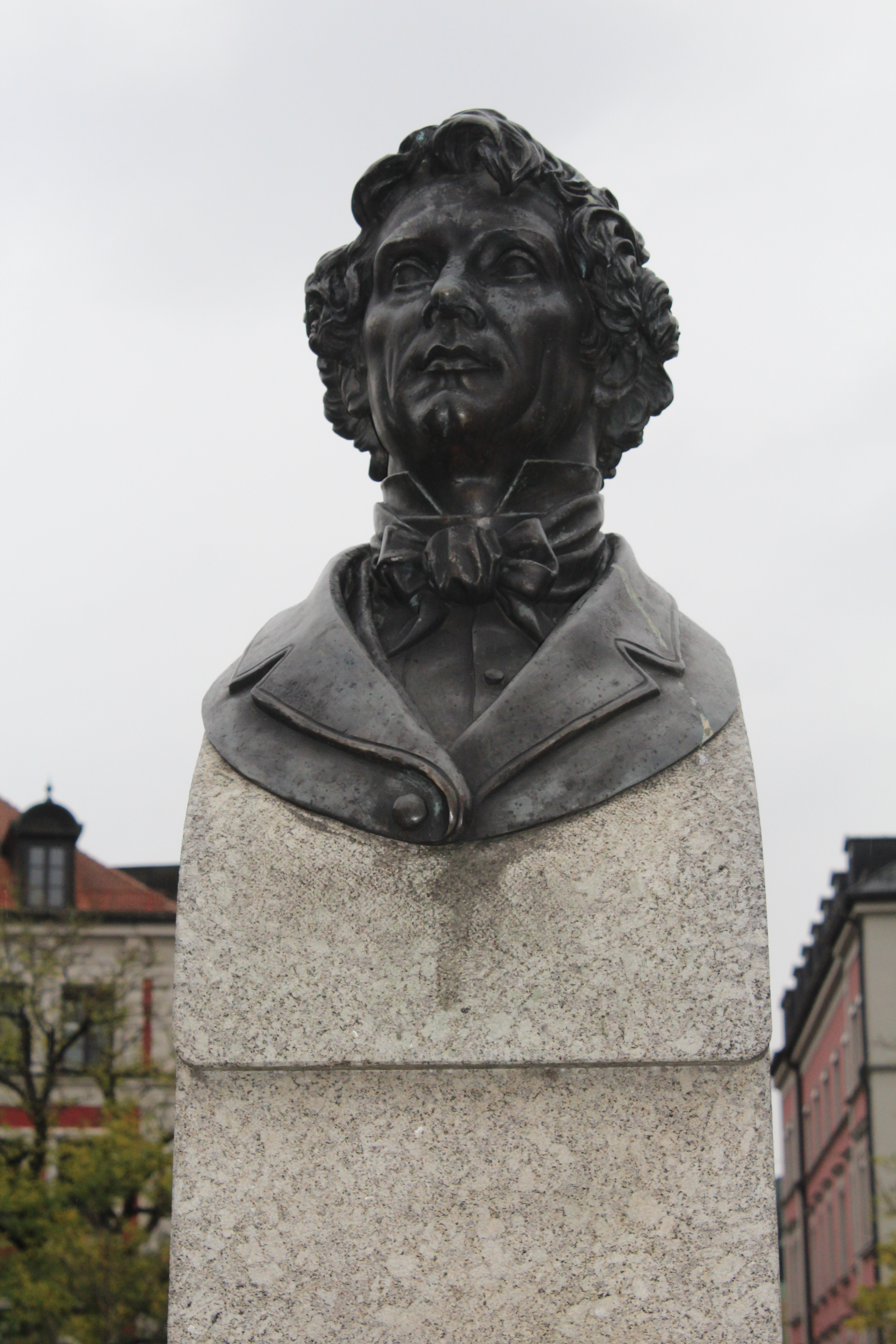
Busto de Klenze en Gärtnerplatz en Múnich

En 1822, Klenze fue elevado a la nobleza personal y en 1833 a la nobleza bávara hereditaria. En 1841 fue aceptado como miembro externo de la Académie des Beaux-Arts. Fue miembro asociado de la Real Academia de Ciencias de los Países Bajos desde 1844 hasta 1851. En 1852 se le concedió la Medalla de Oro Real. El 31 de mayo de 1861, Klenze fue aceptado en la Orden prusiana Pour le Mérite para las Ciencias y las Artes. En 1862, la ciudad de Múnich concedió a Klenze la ciudadanía honoraria .
Franz Reber (1834-1919) pronunció un discurso de aceptación ante la Bayerischen Architekten- und Ingenieur-Verein [Asociación de Arquitectos e Ingenieros de Baviera] en Múnich con motivo del centenario de Klenze.
Se pueden encontrar bustos de Klenze en la Gärtnerplatz y en el Ruhmeshalle de Múnich. El busto de Klenze en Gärtnerplatz se fundió en 1998 basándose en el modelo original de 1867. El monumento original de esta plaza se fundió en 1942.
Hay una Klenzestraße en Múnich, Regensburg, Tutzing y Hamm-Werries, así como el Klenze-Gymnasium Múnich, la Escuela Profesional Estatal II de Ingolstadt y el Klenzepark en Ingolstadt . La razón para nombrar Klenzeplatz en el antiguo emplazamiento de la mina de carbón Maximilian en Hamm fue que Klenze era considerado el arquitecto favorito del rey bávaro Maximiliano II José, quien dio su nombre a la mina de carbón.Regensburg, Tutzing und Hamm-
La Medalla Leo von Klenze es otorgada desde 1996 por la Obersten Baubehörde [Autoridad Suprema de Construcción] del Ministerio del Interior del Estado de Baviera por logros sobresalientes en arquitectura, vivienda y desarrollo urbano e ingeniería civil. Eine Klenzestraße gibt es in München, Regensburg, Tutzing und Hamm-Werries, zudem das Klenze-Gymnasium München, die Staatliche Berufsschule II Ingolstadt und der Klenzepark in Ingolstadt. Grund für die Benennung des Klenzeplatzes auf dem ehemaligen Gelände der Zeche Maximilian in Hamm war, dass Klenze als Lieblingsarchitekt des für die Zeche namengebenden bayerischen Königs Maximilian II. Joseph gilt.